# 春日大社

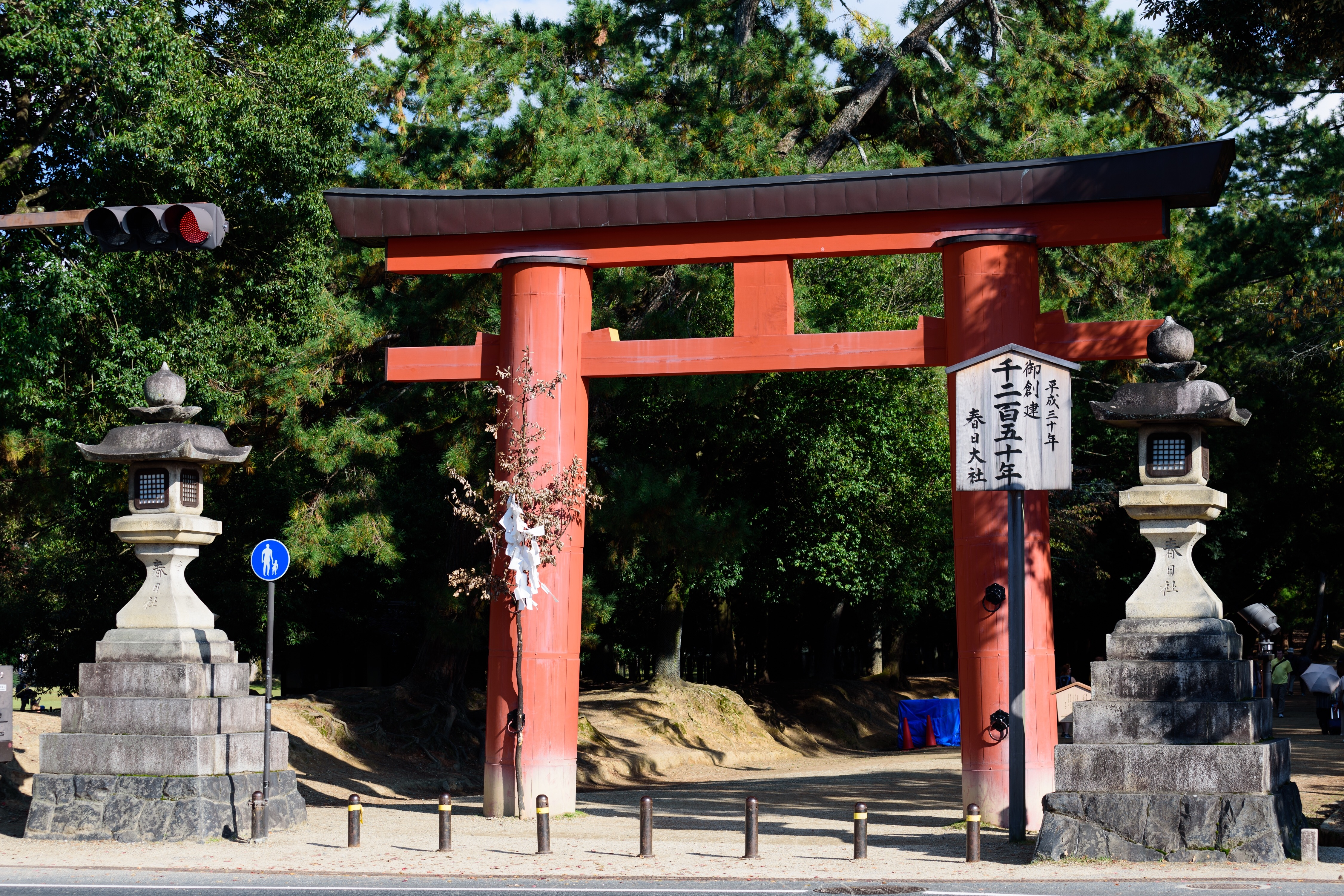
一の鳥居

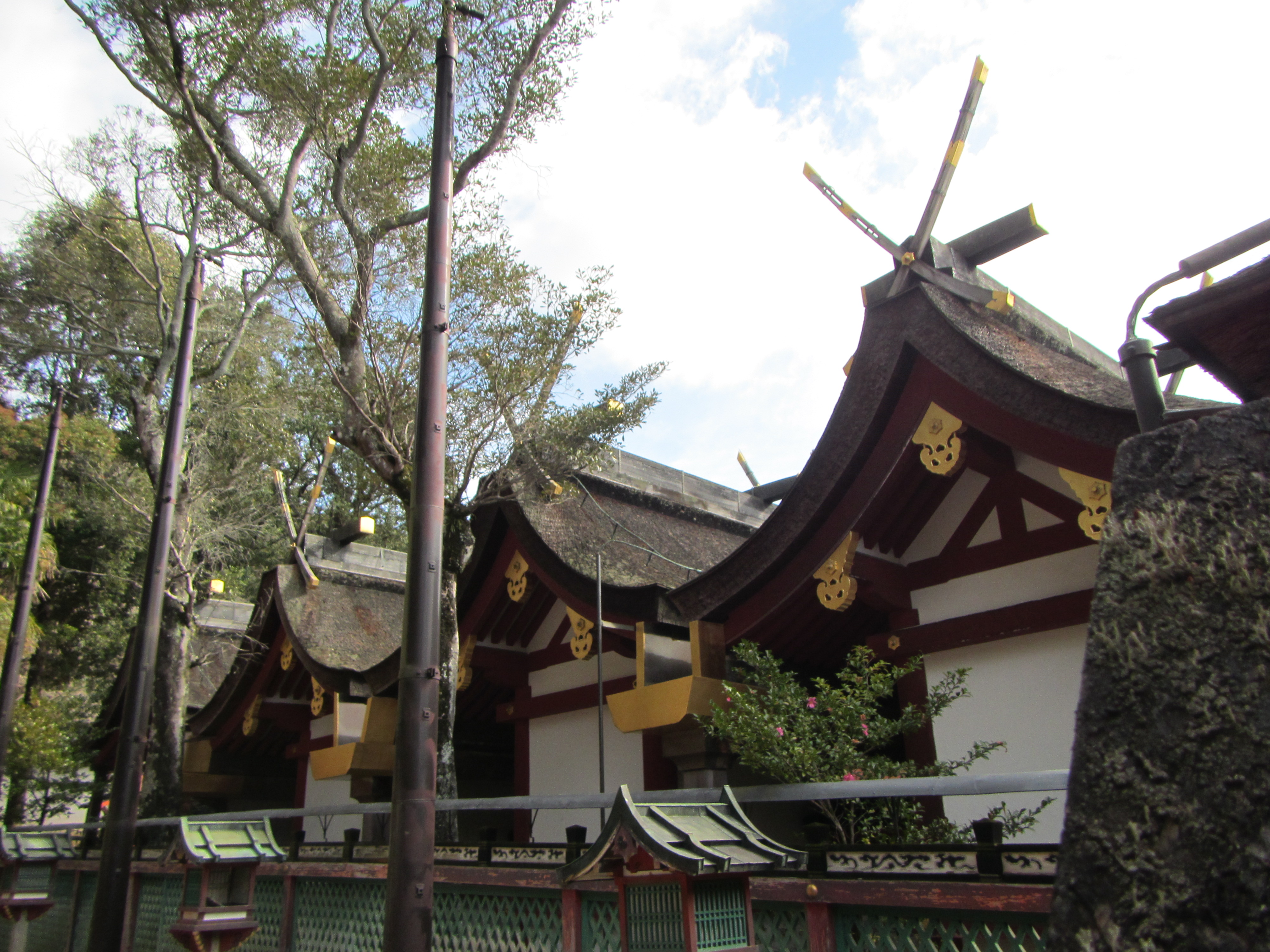
本殿（背面） 手前から第四殿、第三殿、第二殿、第一殿

春日大社（かすがたいしゃ、英: Kasugataisha Shrine）は、奈良県奈良市春日野町にある神社。式内社（名神大社）、二十二社（上七社）の一社。旧社格は官幣大社で、現在は神社本庁の別表神社。旧称は「春日社」、神紋は「下がり藤」。
全国に約3,000社ある春日神社の総本社である。ユネスコの世界遺産に「古都奈良の文化財」の1つとして登録されている。
奈良時代の神護景雲2年（768年）に平城京の守護と国民の繁栄を祈願するために創建され、中臣氏・藤原氏の氏神を祀る。主祭神の武甕槌命が白鹿に乗ってきたとされることから、鹿を神使とする。

## 祭神
主祭神は以下の4柱。総称して春日神と呼ばれ、藤原氏の氏神である。
- 武甕槌命 - 第一殿。藤原氏守護神（常陸国鹿島の神）
- 経津主命 - 第二殿。同上（下総国香取の神）
- 天児屋根命 - 第三殿。藤原氏の祖神（河内国平岡の神）
- 比売神 - 第四殿。天児屋根命の妻（同上）。ただし、その正体は天照大御神であるとの説がある。

## 歴史

### 創建

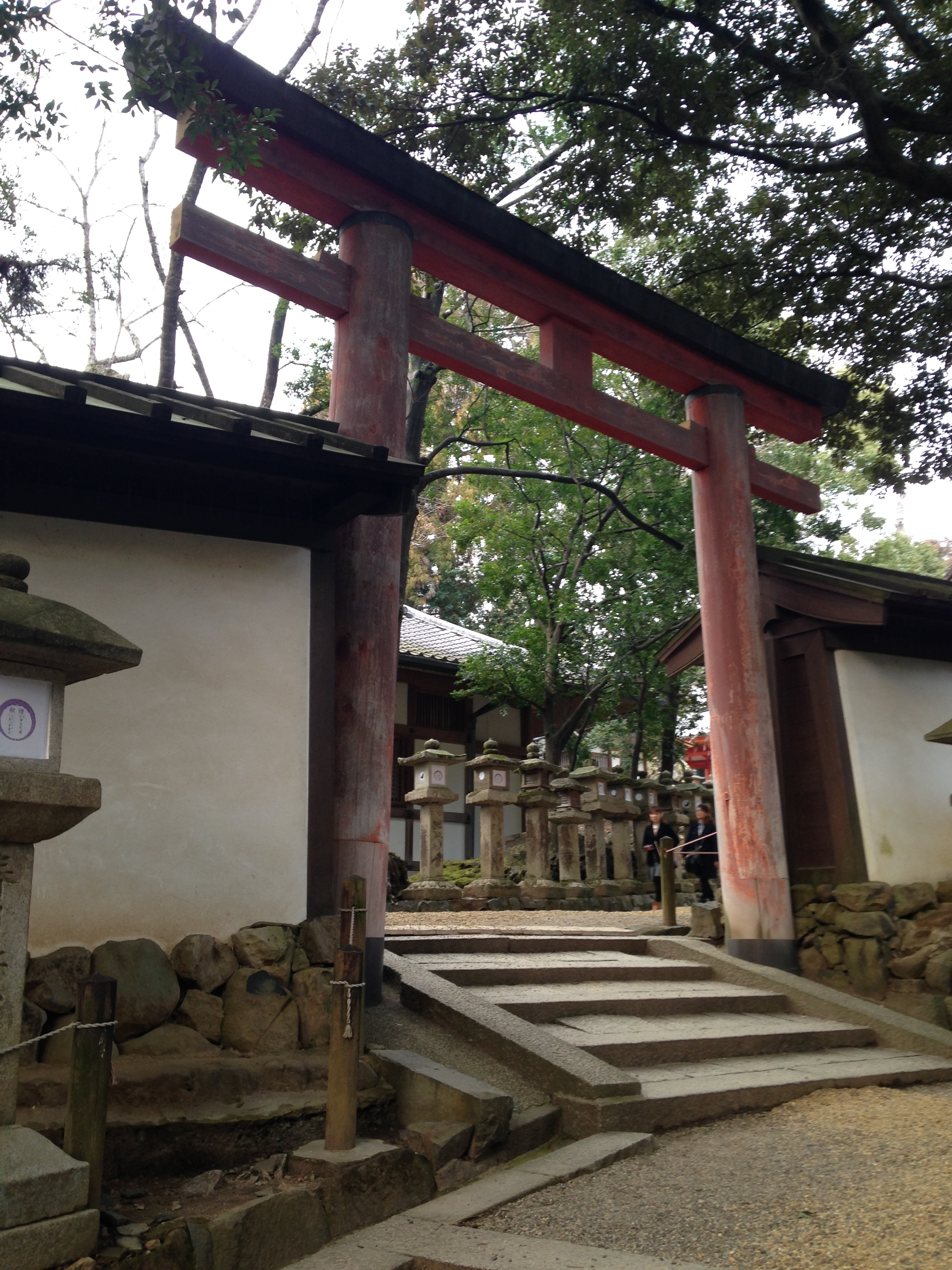
かつては藤原氏の人間しか通れなかった「藤鳥居」。後醍醐天皇が中宮珣子内親王に贈った和歌にも詠まれた。

奈良・平城京に遷都された和銅3年（710年）、藤原不比等が藤原氏の氏神である鹿島神（武甕槌命）を春日の御蓋山（みかさやま）に遷して祀り、春日神と称したのに始まるとする説もあるが、社伝では、神護景雲2年（768年）に藤原永手が鹿島の武甕槌命、香取の経津主命と、枚岡神社に祀られていた天児屋根命・比売神を併せ、御蓋山の麓の四殿の社殿を造営したのをもって春日社の創祀としている。ただし、近年の境内の発掘調査により、神護景雲以前よりこの地で祭祀が行われていた可能性も出てきている。
藤原氏の隆盛とともに当社も隆盛した。平安時代初期には官祭が行われるようになった。当社の例祭である春日祭は、賀茂神社の葵祭、石清水八幡宮の石清水祭とともに三勅祭の一つとされる。嘉祥3年（850年）には武甕槌命・経津主命が、天慶3年（940年）には、朝廷から天児屋根命が最高位である正一位の神階を授かっている。『延喜式神名帳』には「大和国添上郡 春日祭神四座」と記載され、名神大社に列し、月次・新嘗の幣帛に預ると記されている。春日祭当日、勅使が藤原氏の人間の場合は、「藤鳥居」あるいは「藤の鳥居」という鳥居をくぐって本殿に進んだ。藤鳥居は、後醍醐天皇が、元弘3年（1333年）12月、中宮に冊立された正妃の珣子内親王のために詠んだ和歌にも歌われている（『新千載和歌集』神祇・982/『新葉和歌集』神祇・594、珣子内親王#後醍醐から珣子への歌）。

### 神仏習合
藤原氏の氏神・氏寺の関係から興福寺との関係が深く、弘仁4年（813年）に藤原冬嗣が興福寺に南円堂を建立した際、その本尊の不空羂索観音は、春日社の第一殿の祭神・武甕槌命の本地仏であるとされた。神仏習合が進むにつれて春日社と興福寺は一体のものとなっていくと、春日大明神は法相擁護の神とされ、天暦元年（947年）からは神前読経が始められた。なお、神前読経は当初は興福寺の僧だけではなく東大寺の子院・東南院の僧も行っていた。康和2年（1100年）に白河法皇は神前での一切経読経のために一切経蔵を春日社に寄進すると同時に、読経をするのに必要な経費を得るための所領として興福寺子院大乗院に越前国坂井郡河口荘を寄進している。ただし、僧は本殿がある内院には入れなかった。
11世紀末から興福寺衆徒らによる強訴がたびたび行われるようになったが、その手段として、春日社の神霊を移した榊の木（神木）を奉じて上洛する「神木動座」があった。もうこの頃には春日社と興福寺と合わせて「春日興福寺」と称せられるようになっていった。
この頃になると、第一殿・武甕槌命の本地仏は不空羂索観音。第二殿・経津主命の本地仏は薬師如来。第三殿・天児屋根命の本地仏は地蔵菩薩。第四殿・比売神の本地仏は十一面観音。若宮社・天押雲根命の本地仏は文殊菩薩とされるようになっていた。
興福寺と一体化した結果、永久4年（1116年）3月6日に関白藤原忠実によって回廊に囲まれた五重塔が建立された。この塔は春日西塔や「殿下の御塔（でんかのみとう）」と呼ばれた。次いで保延6年（1140年）10月29日には鳥羽上皇によって回廊に囲まれた裳階付きの五重塔が建立された。この塔は春日東塔や「院の御塔（いんのみとう）」と呼ばれた。こうして興福寺と共に春日社は大いに繁栄し、隆盛を誇った。
しかし、興福寺や東大寺が平清盛と対立すると治承4年（1181年）12月28日に平重衡によって南都焼討が行われた。これにより、春日社に隣接している興福寺と東大寺はほぼ全焼し、壊滅的な被害を被った。その一方で春日社は春日西塔と東塔が焼失した他、当寺は春日社の摂社で現在は大神神社の境外摂社となっている率川神社が全焼する被害が出たが、主要部はからくも被害を免れた。
また、この頃には第一殿の武甕槌命の本地仏を貞慶が唱える新たな説を準拠とし、不空羂索観音から釈迦如来に変更している。
春日東塔は建保5年（1217年）に再建され、春日西塔は宝治年間（1247年 - 1249年）頃までに再建されたが、応永18年（1411年）閏10月15日に雷火によって興福寺の4代目東金堂、5代目五重塔、大湯屋と共に焼失し、以後は再建されなかった。
春日信仰は貴族だけではなく武家や町人からも厚い信仰を受けた。その際、信者が良く燈籠を寄進したために春日大社は日本で一番燈籠が多くある神社となっている。その数は石燈籠が約2,000基、釣燈籠が約1,000基である。中でも全国にある室町時代の石燈籠のうちの7割は春日大社のものである。
鎌倉時代以降、鎌倉幕府も室町幕府も大和国には守護を設置せず、興福寺がその代わりを行っていた。興福寺は大和国の国人を興福寺に属する衆徒と春日社に属する国民として統制し、全国にある広大な荘園から収入を得てその勢力を誇った。しかし、戦国時代になると全国の荘園は各地の武将に横領されて収入は激減し、興福寺衆徒であった筒井順慶などが織田信長の家臣となるなどし、興福寺と春日社の威勢はすこぶる衰えていった。天正8年（1580年）には興福寺は2万1,000石、春日社は1,400石の石高しかなくなっていた。
豊臣秀吉の天下統一後の文禄4年（1595年）には、春日社は秀吉により大和国添上郡大柳生、東九条、中城、大江に3,206石の所領を認められた。その内の1,554石は社家の所領である。
江戸時代になると、江戸幕府によって元和3年（1617年）に興福寺と春日社は両方足して2万1,119石の石高のみ認められた。
寛文2年（1662年）には幕府から興福寺の薪能に300石、春日社のおん祭能に200石が永代寄進されている。

### 神仏分離
慶応4年（1868年）に出された神仏分離令は、全国に廃仏毀釈を引き起こし、春日社と一体の信仰・神仏習合が行われていた興福寺は大きな打撃をこうむった。興福寺別当だった一乗院および大乗院の門主は早々と還俗し、それぞれ水谷川家、松園家と名乗った（奈良華族）。18か寺あった末寺とは本末関係を解消し、83か寺の子院、6つの坊は全て廃止され、僧は全員自主的に還俗し、とりあえず「新神司」として春日社に使えることとなった。また、春日社の中にあった興福寺関連の建物は名称を変更されて使用されたり、破却処分にされたりし、仏像仏具の一切は撤去され徹底的に仏教色は排除されていき、完全に春日社は興福寺と分離された。
興福寺が、その存続さえ危ぶまれていた時期である1871年（明治4年）、春日社は社名を「春日神社」に改称すると共に官幣大社に列し「官幣大社春日神社」となった。結局興福寺は境内地の大半が奈良公園にされたものの、存続は許された。
1936年（昭和11年）2月21日、河内大和地震が発生。石灯篭が倒れるなどの被害が生じた。
1946年（昭和21年）12月、近代社格制度の廃止に伴い、このままでは単に「春日神社」となってしまい、他の多くの春日神社と混同されてしまうので、これを避けるために社名を「春日大社」に改称している。
1948年（昭和23年）に神社本庁の別表神社に加列されている。
1998年（平成10年）にユネスコの世界遺産（文化遺産）に「古都奈良の文化財」の1つとして登録された。
創建以来ほぼ20年に一度、本殿の位置を変えずに建て替えもしくは修復を行い御神宝の新調を行う「式年造替」を行ってきており、最近では2015年（平成27年）から2016年（平成28年）にかけて第60次式年造替が行われた。
現在も当社では年間二千二百余の祭祀が日々行われている。
また、明治時代に神仏分離が行われたとはいえ、現在でも伝統として1月2日に行われている日供始式並興福寺貫首社参式では興福寺の僧により神前読経が行われている。

## 境内
- 本殿 - 本殿は春日造で4棟並んで建っている。拝殿はなく、一般の参拝者は幣殿から参拝を行う。初穂料を納めて特別拝観を申し込んだ場合は本殿前の中門から参拝することになる。第一殿と第二殿の間には磐座が残されている。かつては本殿は大宮と呼ばれていた。
  - 第一殿（国宝） - 祭神：武甕槌命。文久3年（1863年）再建。
  - 第二殿（国宝） - 祭神：経津主命。文久3年（1863年）再建。
  - 第三殿（国宝） - 祭神：天児屋根命。文久3年（1863年）再建。
  - 第四殿（国宝） - 祭神：比売神。文久3年（1863年）再建。
- 中門（重要文化財） - 楼門。慶長18年（1613年）再建。正面にある唐破風は明治時代に取り付けられたもの。
- 手力雄・飛来天神社参拝所 - 中門の中にある手力雄神社と飛来天神社の参拝所。
- 西御廊（重要文化財） - 慶長18年（1613年）再建。各御廊や各回廊には奉納された約1,000基にも及ぶ釣燈籠が並ぶ。万燈籠の際にはこれも奉納された約2,000基もの石燈籠をも合わせて全ての燈籠に明りが灯される。明治時代の神仏分離までは唯識講廊と呼ばれていた。
- 東御廊（重要文化財） - 慶長18年（1613年）再建。明治時代の神仏分離までは一切経廊と呼ばれていた。
- 北御廊（重要文化財） - 慶長18年（1613年）再建。明治時代の神仏分離までは定講廊と呼ばれていた。
- 板蔵（重要文化財） - 寛永9年（1632年）再建。そもそもは平安時代の康和2年（1100年）に白河法皇によって寄進された一切経蔵である。室町時代から明治時代の神仏分離までは御八講蔵と呼ばれていた。
- 備殿（そなえどの、後殿） - 本殿のすぐ裏にある。
- 藤波之屋 - 内部は暗くされており、105基もの燈籠によって万燈籠が再現されている。もとは神職の詰所である。
- 捻廊（ねじろう、重要文化財） - 宝永4年 - 6年（1707年 - 1709年）再建。かつては登廊（とうろう）と呼ばれていた。左甚五郎が建てたとされている。
- 林檎の庭 - 庭の一角に林檎の木が立っているが、そもそもの林檎の木は高倉天皇のお手植えである。
- 幣殿・舞殿（へいでん・ぶでん、重要文化財） - 慶安3年 - 5年（1650年 - 1652年）再建。東側2間は幣殿、西側3間は舞殿となっている。
- 直会殿（なおらいでん、重要文化財） - 慶安3年 - 5年（1650年 - 1652年）再建。かつては八講之屋（はっこうのや）とも呼ばれた。平安時代以降、ここで法華八講が行われていた。
- 社頭の大杉 - 大杉の樹齢は1,000年。大杉の根元からは樹齢500年の柏槙（伊吹ともいう）が生えており、直会殿の屋根の一部を突き破って伸びている。
- 内侍殿（重要文化財） - 移殿（うつしどの）と呼ばれる。至徳2年 - 嘉慶2年（1385年 - 1388年）再建。20年に一度の造替の際に本殿と若宮の神を移す所。
- 宝庫（重要文化財） - 永徳2年 - 至徳2年（1382年 - 1385年）再建。板校倉造。かつては宝蔵と呼ばれていた。
- 東回廊（重要文化財） - 慶長年間（1596年 - 1615年）再建。
- 影向門
- 南門（重要文化財） - 永徳2年 - 至徳2年（1382年 - 1385年）再建。
- 南回廊（重要文化財） - 慶長年間（1596年 - 1615年）再建。
- 慶賀門（重要文化財） - 永徳2年 - 至徳2年（1382年 - 1385年）再建。天井は格天井となっている。
- 西回廊（重要文化財） - 慶長年間（1596年 - 1615年）再建。
- 清浄門（重要文化財） - 永徳2年 - 至徳2年（1382年 - 1385年）再建。かつては僧正門と呼ばれていた。
- 内侍門（重要文化財） - 永徳2年 - 至徳2年（1382年 - 1385年）再建。
- 額塚 - かつて南門には神額「鹿嶋大明神」が掲げられていたが、落雷で砕けてここに落ち、それを埋めた場所。
- 御蓋山浮雲峰遙拝所
- 本宮神社遙拝所
- 御間道（おあいみち） - 若宮神社への参道。参道の脇には奉納された沢山の石灯籠が並ぶ。
- 大楠 - 三本の楠が一つに合わさったもの。神功皇后のお手植えとされる。
- 竹柏 （なぎ、国指定天然記念物）
- 護摩壇 - 空海がここで護摩を焚いて祈願したという。
- 伊勢遥拝石
- 着至殿（重要文化財） - 応永20年（1413年）再建。
- 藤鳥居
- 築地塀 - 藤鳥居を挟んで南北にある。創建当初からのものだという。
- 竃殿（へついどの、重要文化財） - 嘉慶2年（1388年）再建。
- 酒殿（さかどの、重要文化財） - 寛永9年（1632年）再建。貞観元年（859年）に創建されたとされているが、天平勝宝2年（750年）にはすでに建てられていたともいう。
- 社務所 - 1984年（昭和59年）11月6日築。
- 景雲殿 - 1984年（昭和59年）11月6日築。
- 貴賓館（奈良県指定有形文化財） - 斎館。もとは1926年（大正15年）11月14日に建てられた社務所。重森三玲の作による中庭と北庭がある。
- 祖先祭場 - もとは大炊殿で、明治時代からは御供所となっていた。その後、改築して茶室「寿月観」に改められていた。1998年（平成10年）からは祖先祭場となっている。
- 桂昌殿（奈良市指定有形文化財） - 徳川綱吉の母・桂昌院による建立。
  - 四脚門（奈良市指定有形文化財） - 春日社に所在した興福寺参籠所のひとつ上ノ屋（かみのや）の門を、明治時代に移築したものとされる一方で、安居屋の勅額門であったともされる。
- 新建（しんだて） - もとは1893年（明治26年）に建てられた南棟と1912年（明治45年）に建てられた北棟からなる社務所。1926年（大正15年）に新しい社務所（現・貴賓館）が建てられると結婚式場とされた。1955年（昭和30年）からはお茶席や研修場となった。
- 祈祷所 - もとは安居屋の跡に1935年（昭和10年）4月1日に建てられた宝物館。1996年（平成8年）5月から祈祷所となった。
- 伏鹿手水所 - 伏せている鹿の像の下に手水がある。
- 車舎（重要文化財） - 寛永9年（1632年）建立。
- 国宝殿 - もとは谷口吉郎の設計で1973年（昭和48年）5月19日に開館した宝物殿。2016年（平成28年）10月1日にリニューアルされて国宝殿となった。352点の国宝を始め様々な物品が収蔵されている。
- 感謝・共生の館 - 2005年（平成17年）4月築。多目的ホール。
- 萬葉植物園 - 1873年（明治6年）に造られた鹿苑が移転したのでその空き地に造られた。1932年（昭和7年）10月1日開園。藤の園には20種類約200本もの藤が植えられている。
- 馬止橋 - 六位橋（ろくいのはし）や、鹿道橋（ろくどうのはし）とも呼ばれる。鎌倉時代には春日野の下には地獄・春日地獄があるとの考えが生まれたが、この橋はその春日地獄の入口とされた。
- 鹿苑 - 1929年（昭和4年）6月5日開園。1873年（明治6年）に造られた鹿苑が移転し、新たに造られたもの。
- 飛火野 - この周辺は1890年（明治23年）から1925年（大正14年）まで皇室領の春日野御料地とされていた。天皇の離宮が建てられる予定であったが建てられることはなかった。
- 雪消の沢（ゆきげのさわ）
- 若宮御旅所
  - 長蔵 - 春日若宮おん祭のための建物。明治時代初期に興福寺の旧大乗院の建物を移築したもの。2007年（平成19年）に改築された。
- 春日西塔跡 - 回廊に囲まれた五重塔の跡で殿下の御塔（でんかのみとう）と呼ばれた。礎石が残る。永久4年（1116年）3月6日に関白藤原忠実によって建立されたが、治承4年（1180年）に平重衡による南都焼討で焼失した。宝治年間（1247年 - 1249年）頃までに再建されたが、応永18年（1411年）閏10月15日に雷火によって興福寺の4代目東金堂、5代目五重塔、大湯屋と共に焼失した。
- 春日東塔跡 - 回廊に囲まれた裳階付きの五重塔の跡で院の御塔（いんのみとう）と呼ばれた。礎石が残る。保延6年（1140年）10月29日に鳥羽上皇によって建立されたが、治承4年（1180年）に平重衡による南都焼討で焼失した。建保5年（1217年）に再建されたが、応永18年（1411年）閏10月15日に雷火によって興福寺の4代目東金堂、5代目五重塔、大湯屋と共に焼失した。
- 馬出橋（まだしのはし） - 競馬、流鏑馬の始点である。
- 影向の松 - 能舞台の鏡板に描かれている松の絵はこの松がモデルである。
- 一之鳥居（重要文化財） - 寛永11年（1638年）再建。高さ7.75m。気比神宮、厳島神社の大鳥居に並ぶ「日本三大鳥居」の一つ。
- 大宿所 - 春日若宮おん祭のための建物。餅飯殿町にある。

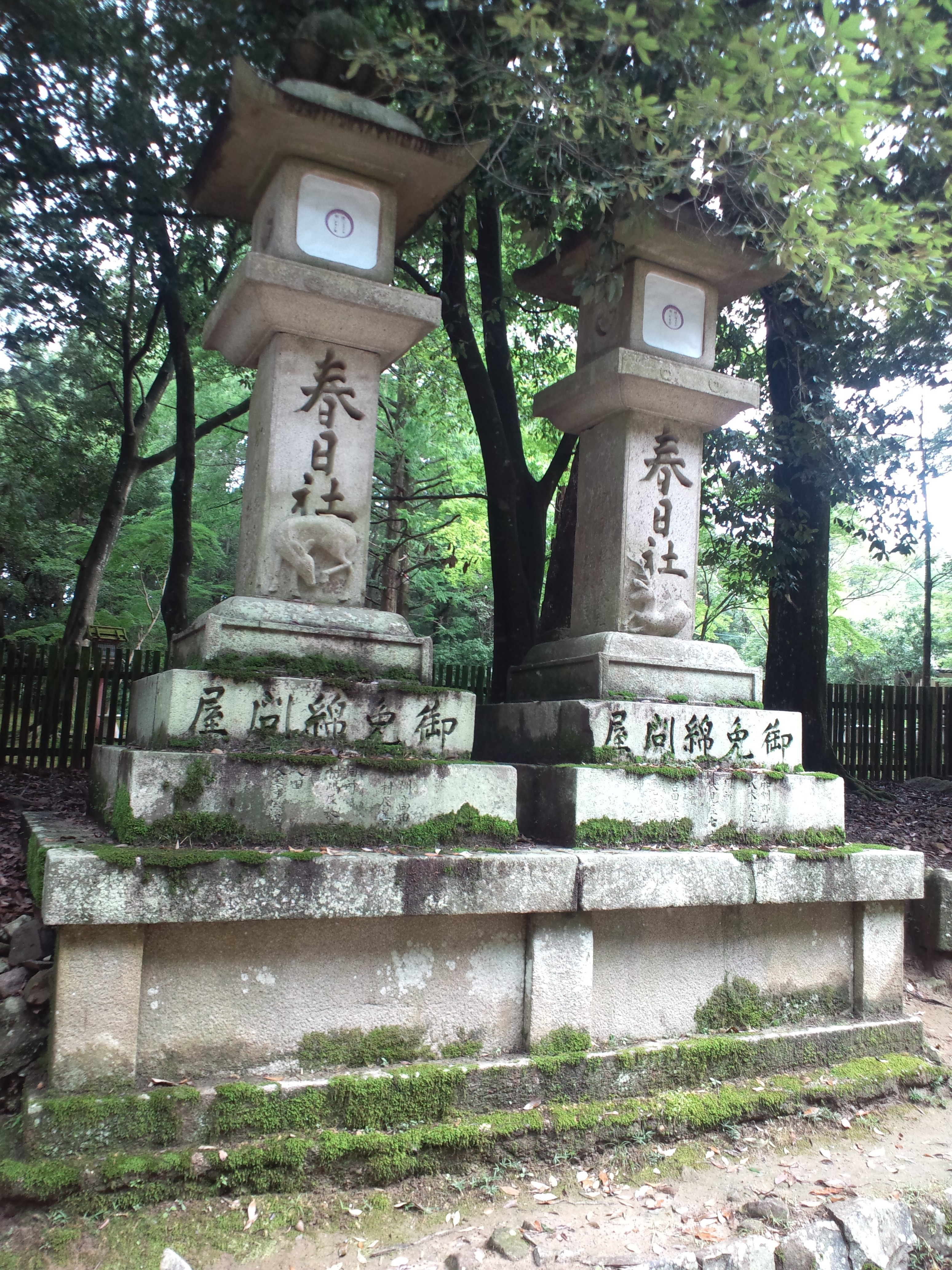
参道の石燈籠
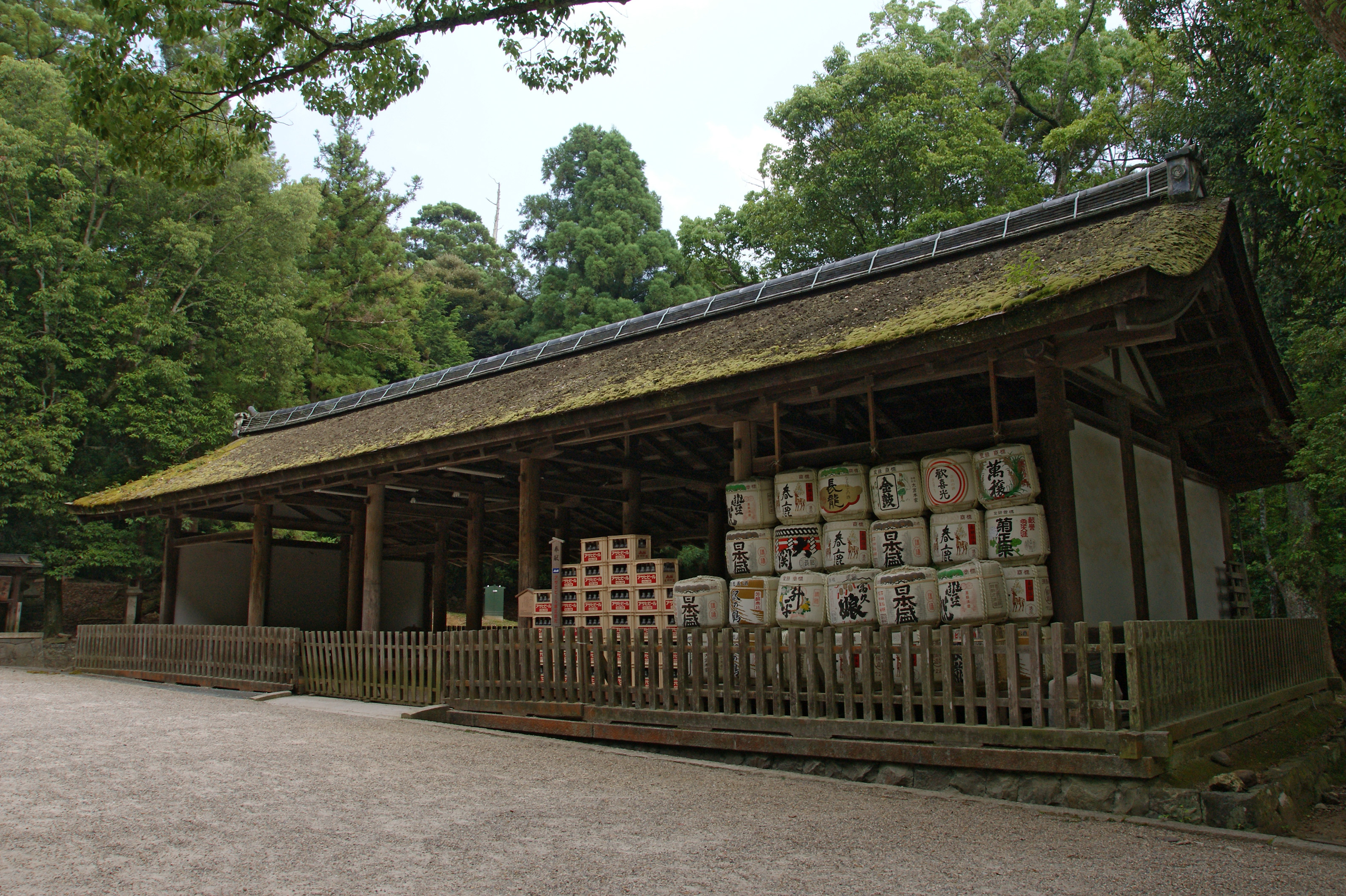
車舎
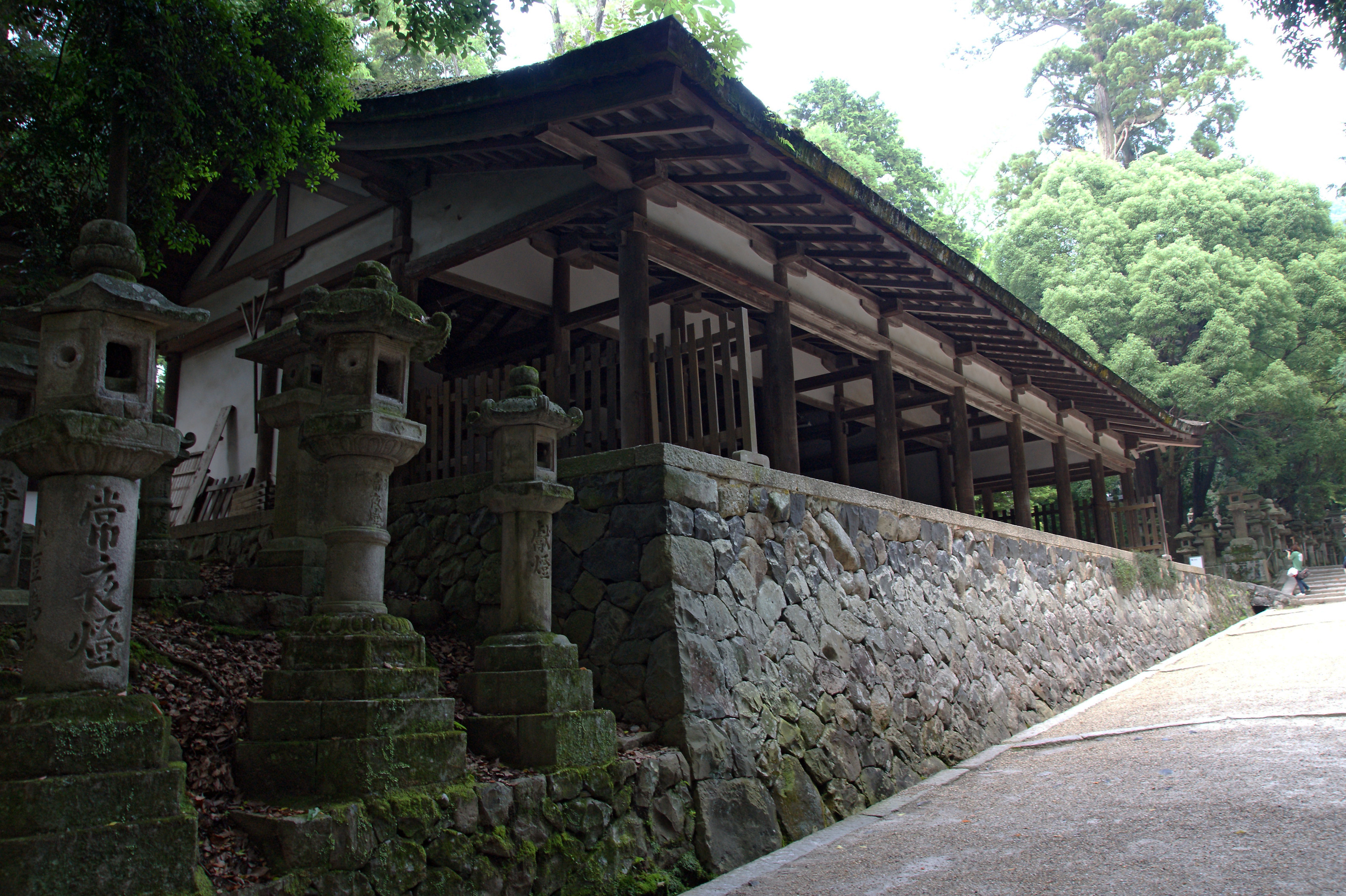
着到殿
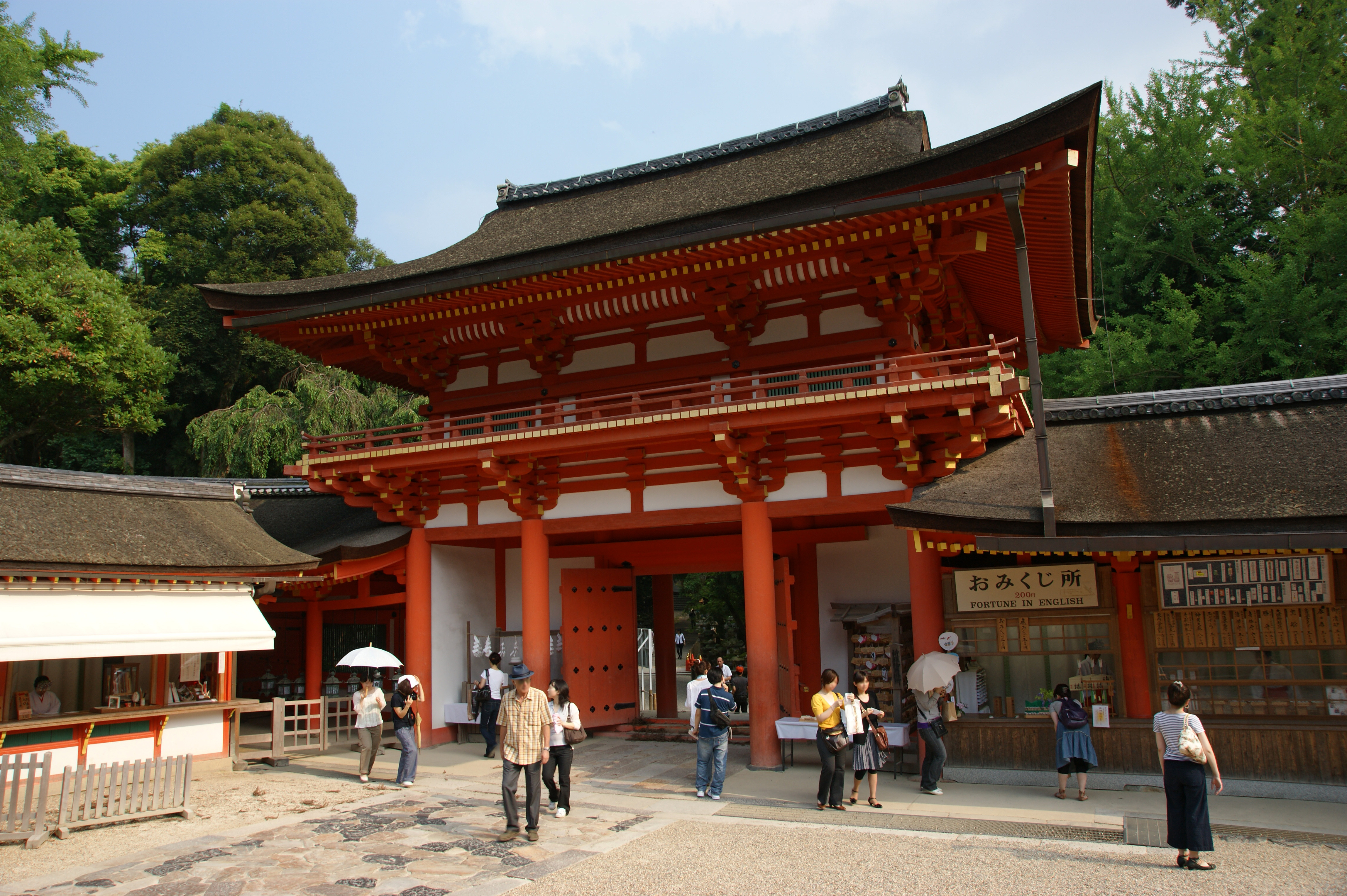
南門
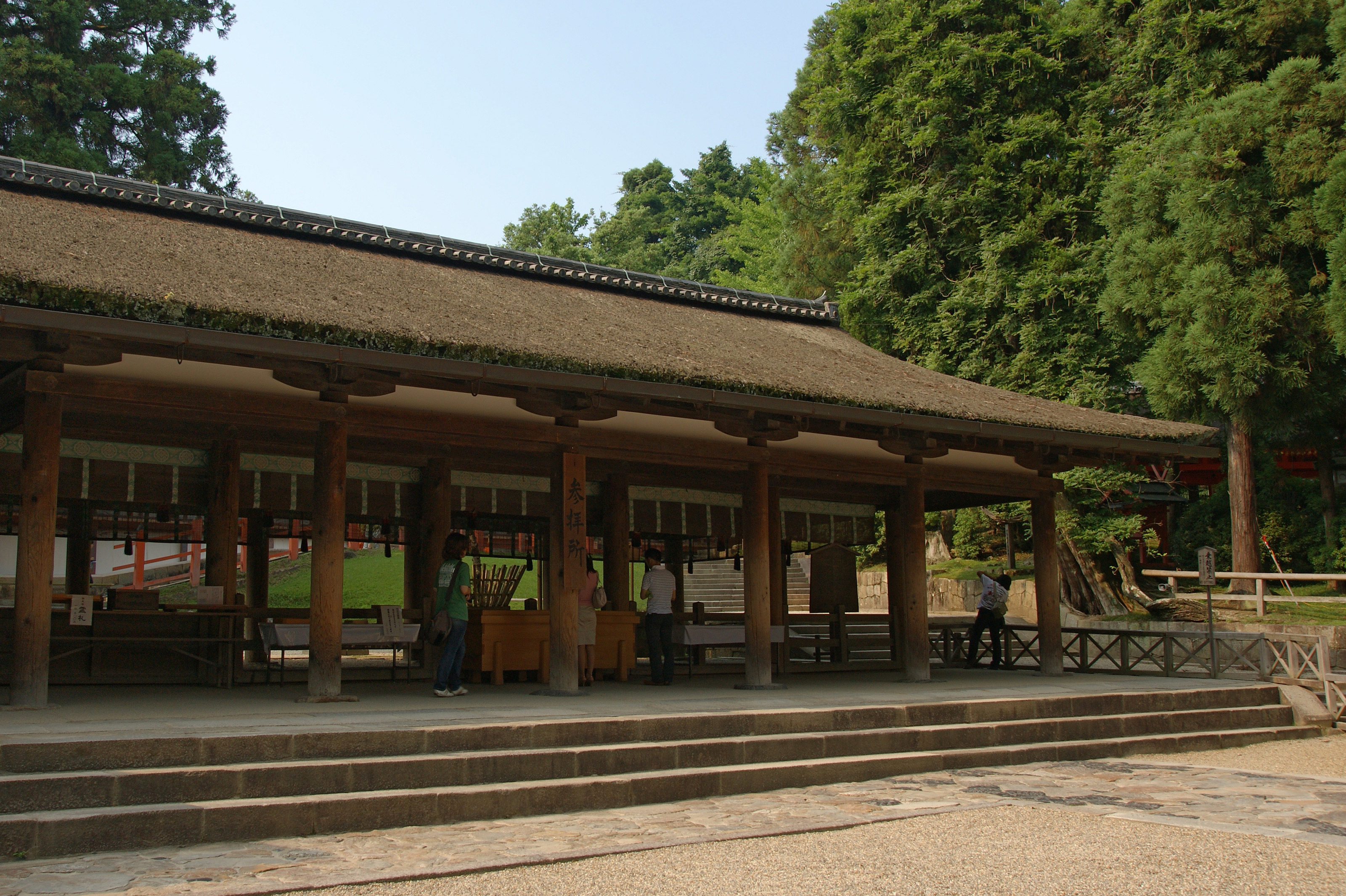
幣殿・舞殿
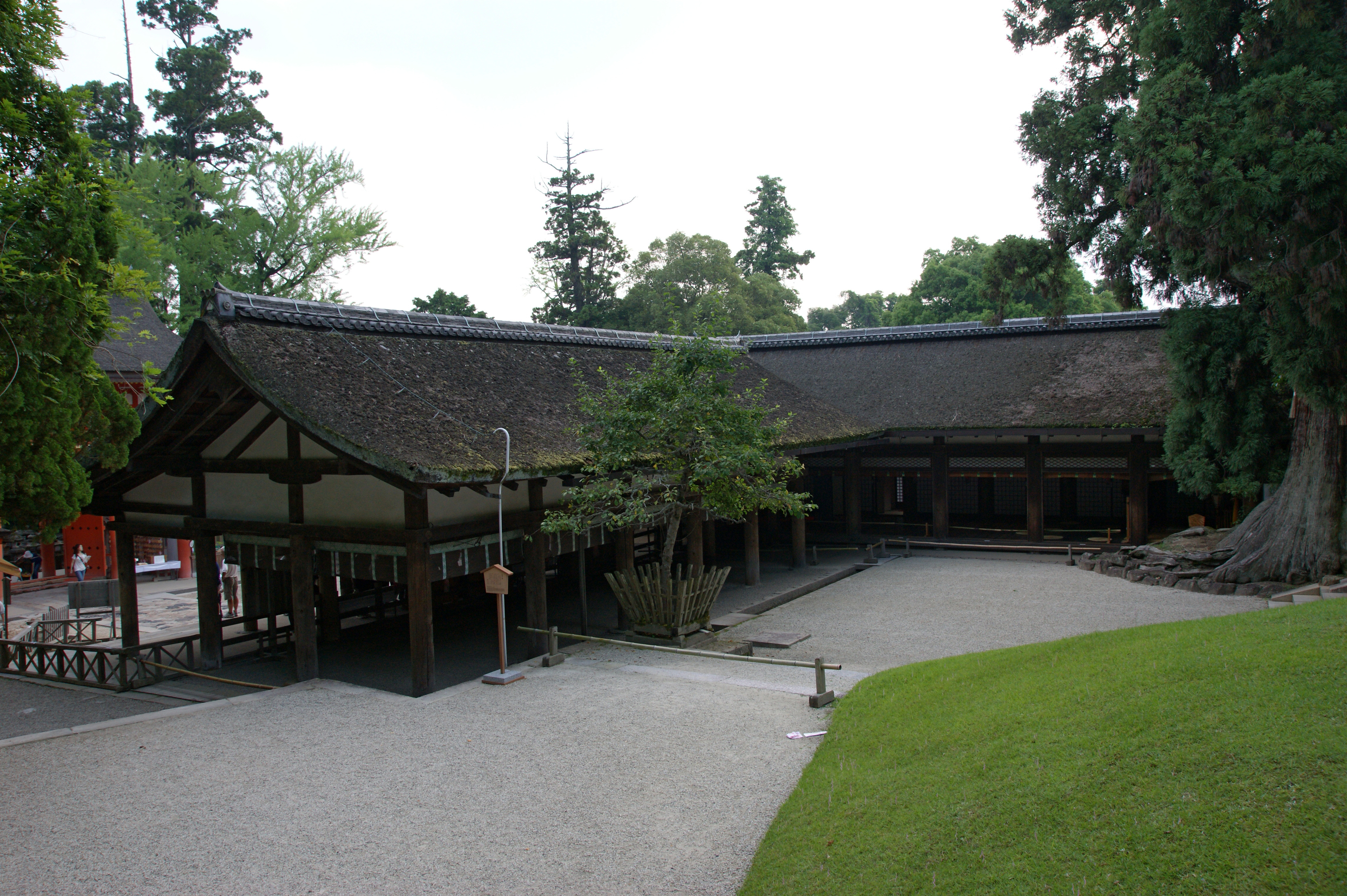
幣殿・舞殿と直会殿
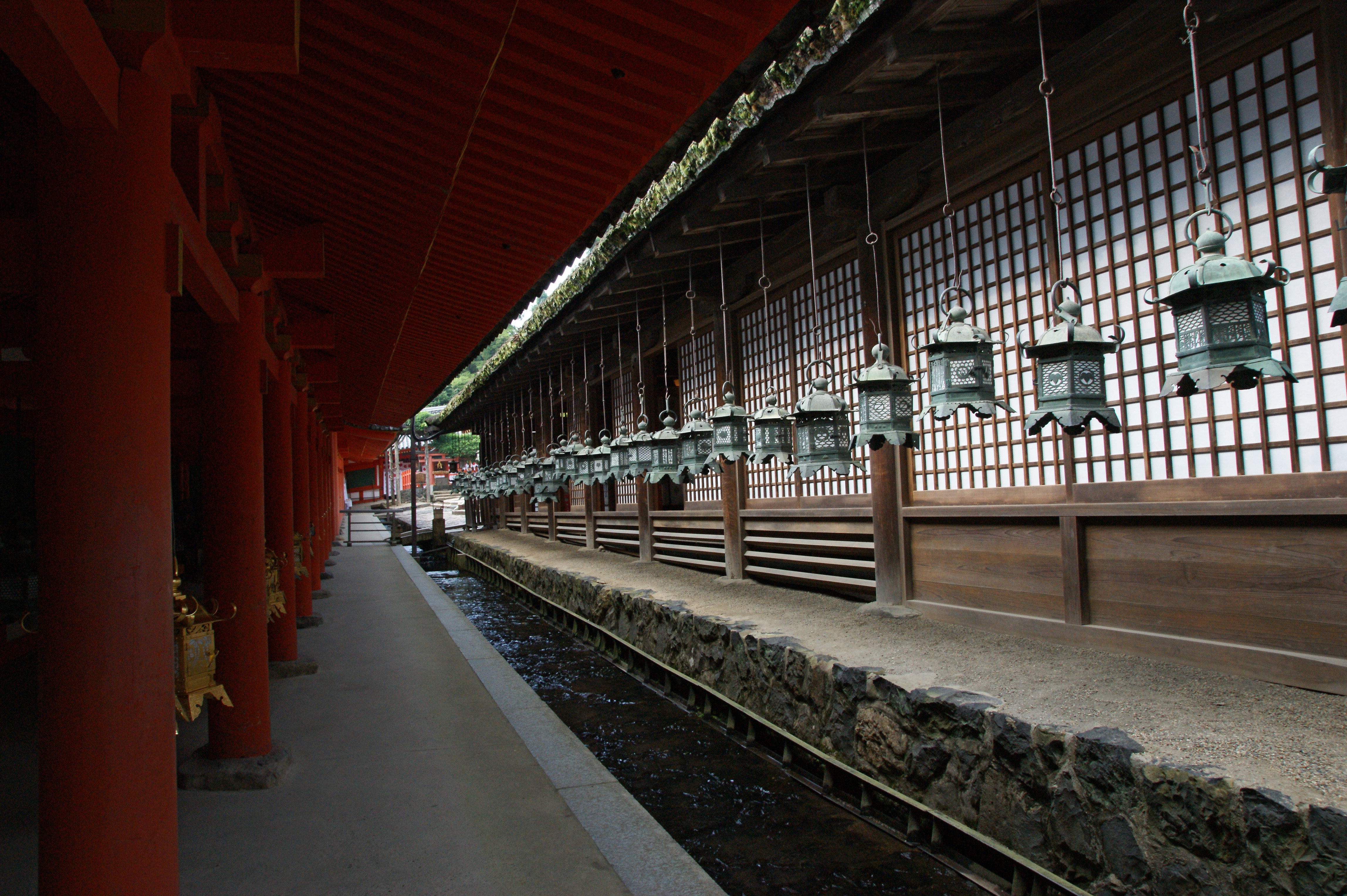
西回廊と直会殿
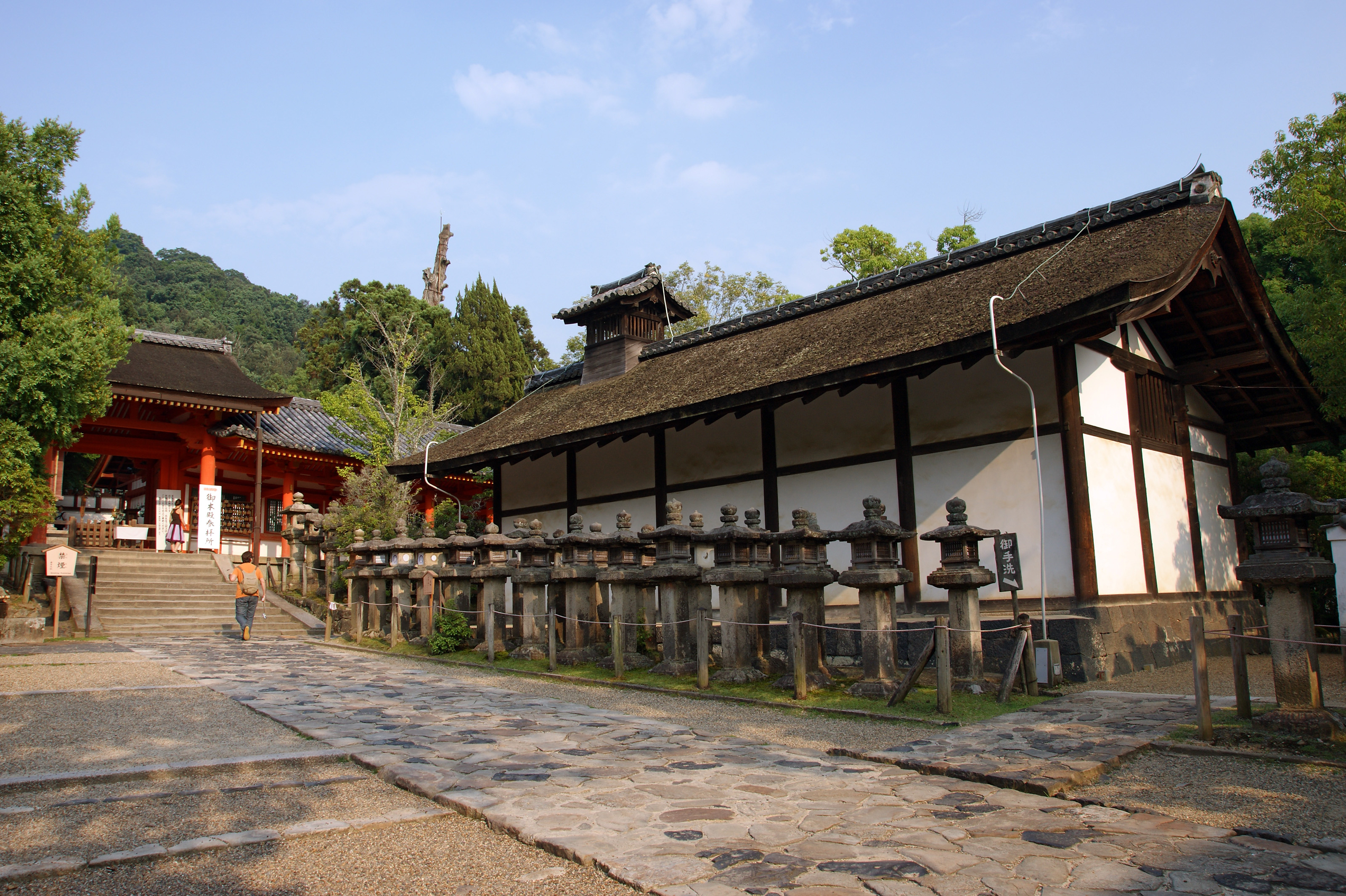
酒殿
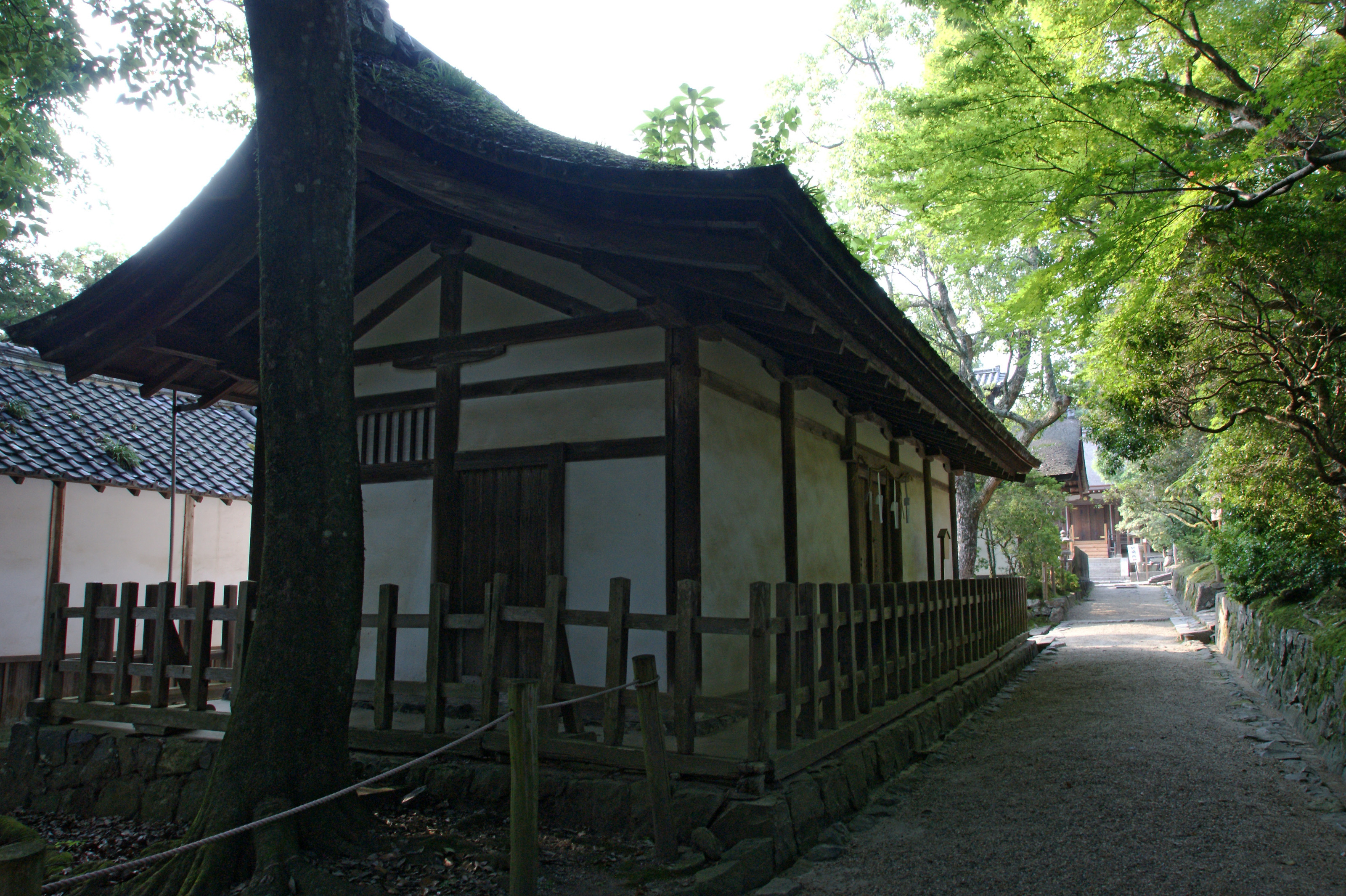
竃殿
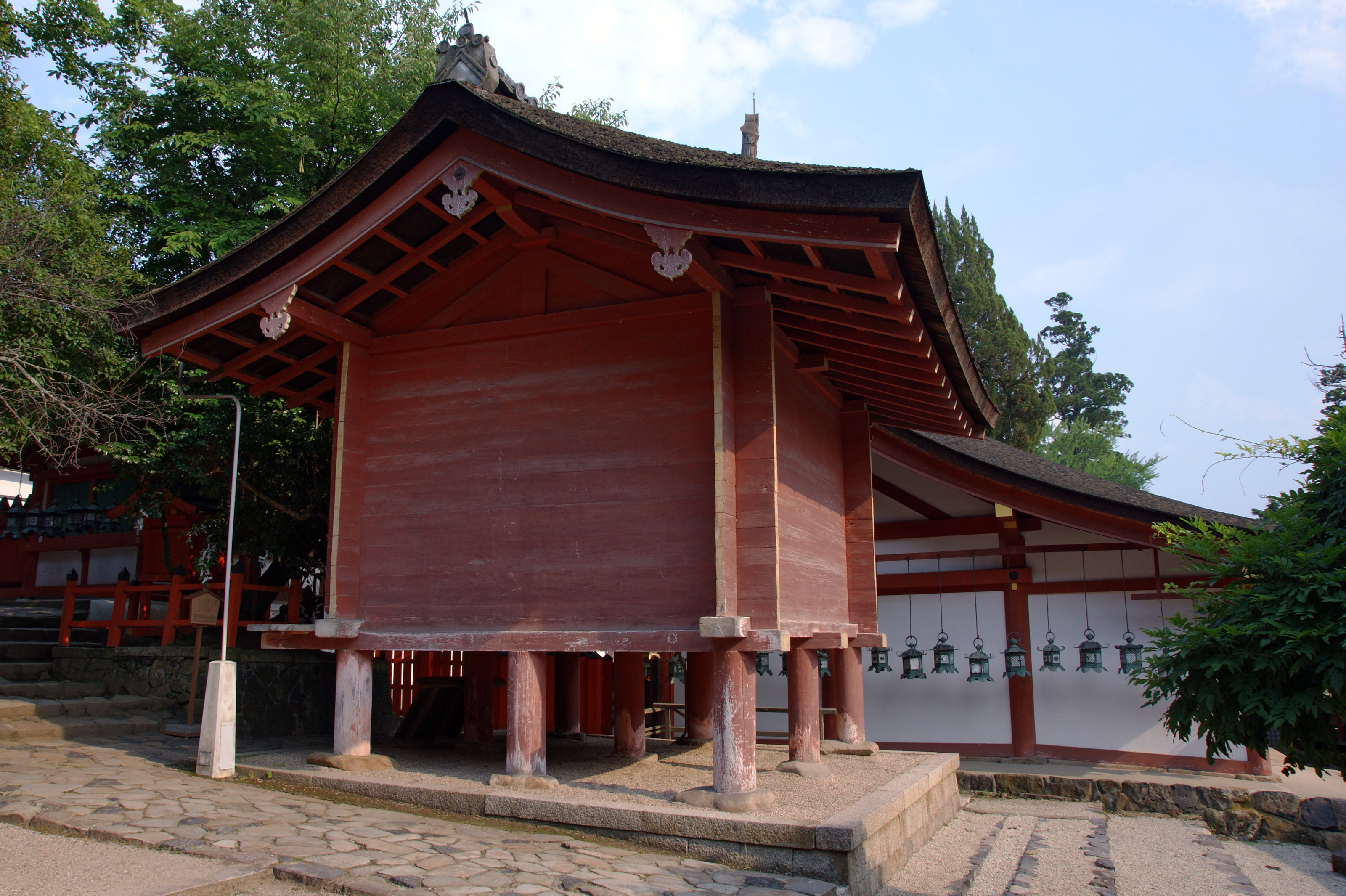
宝庫
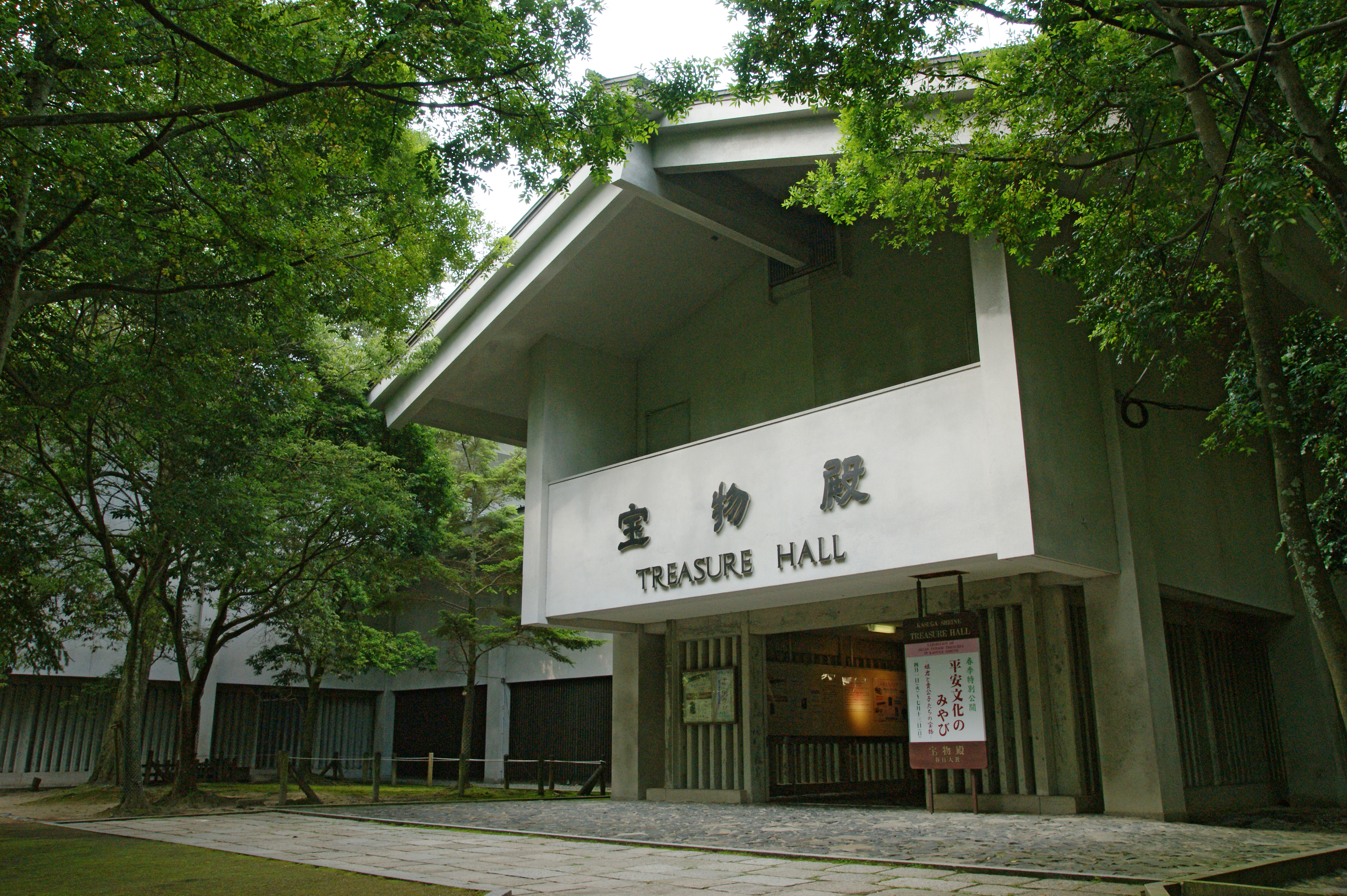
宝物殿（現・国宝殿）
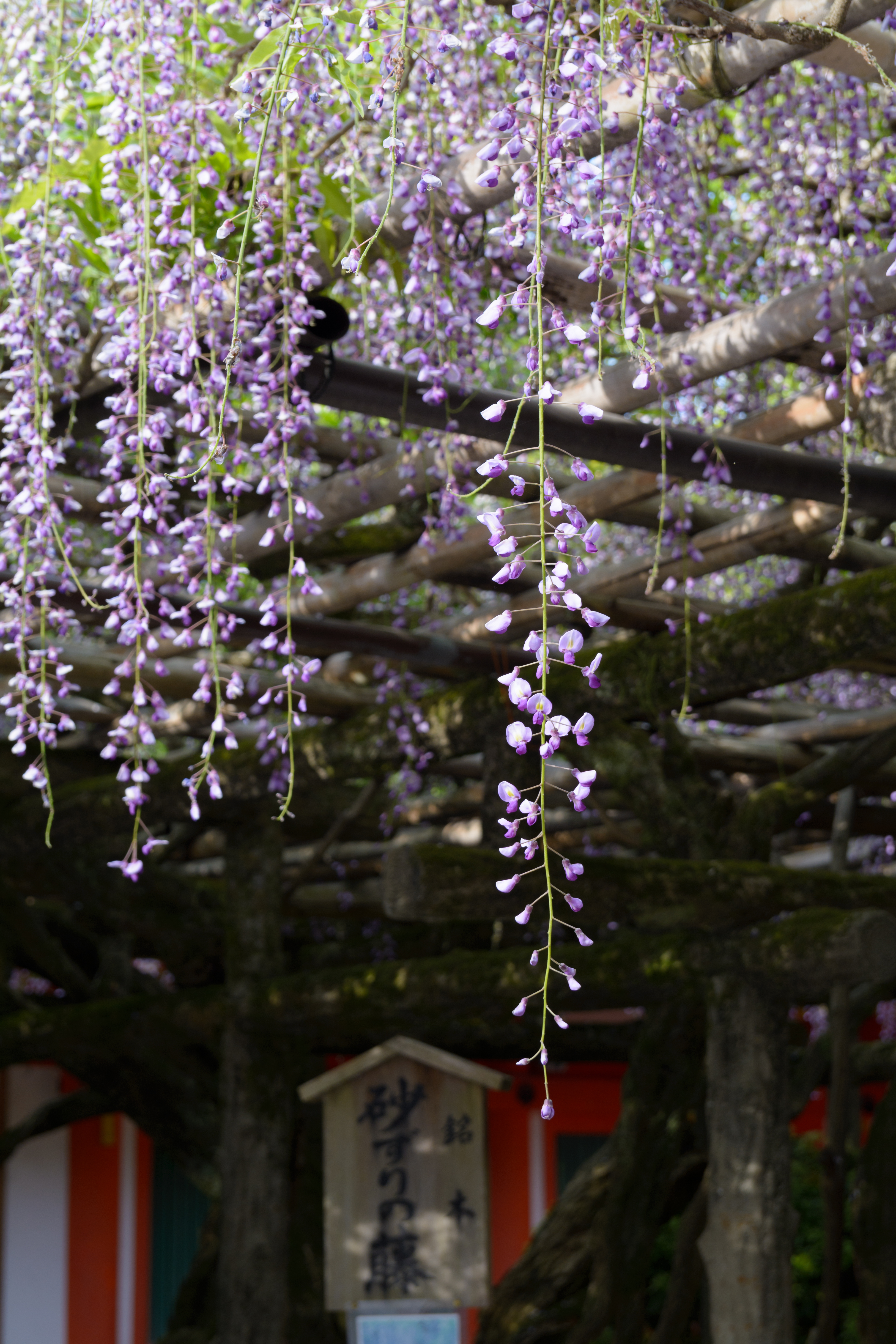
銘木 砂ずりの藤
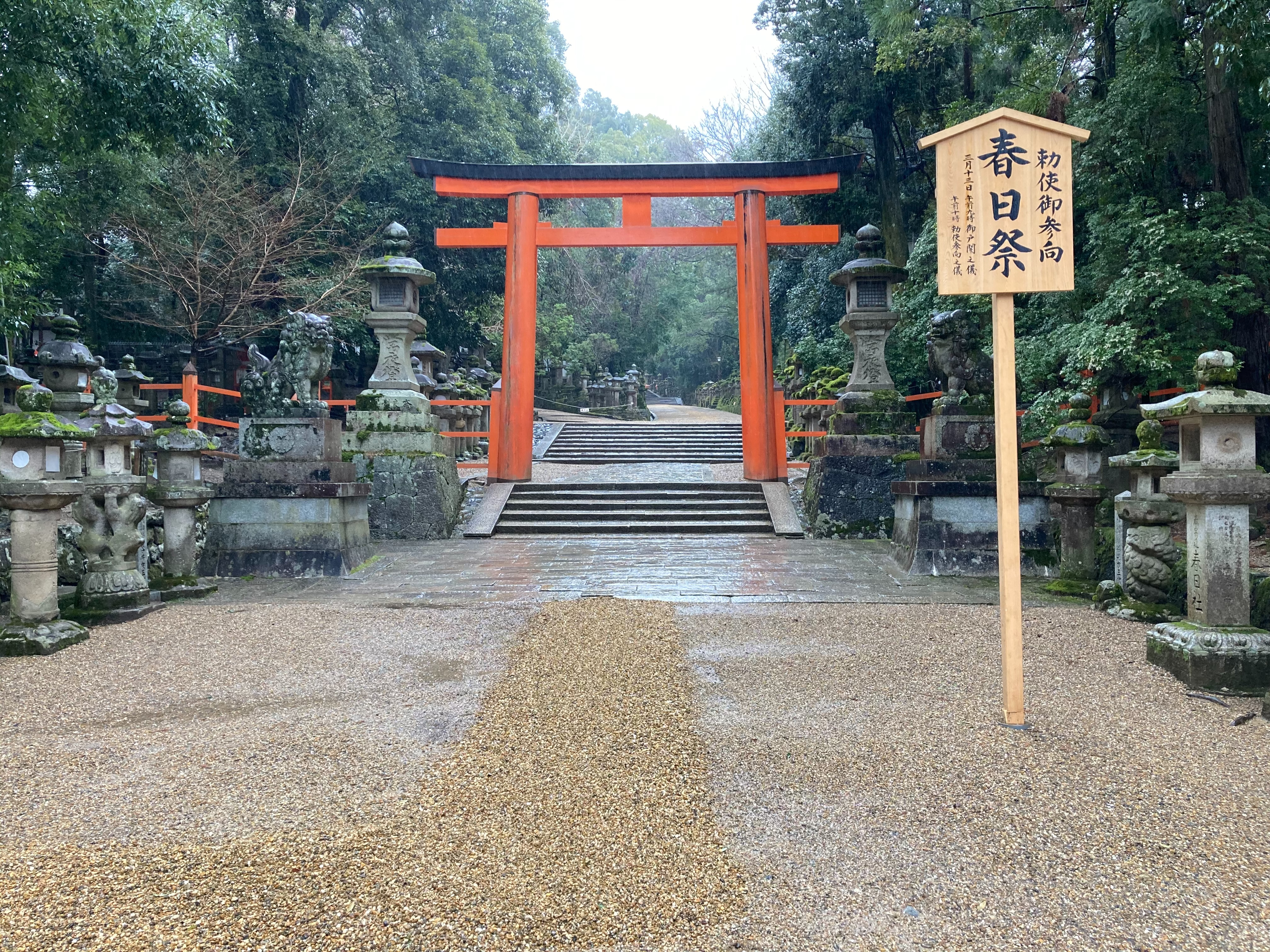
二之鳥居

## 摂末社

### 摂社
- 若宮神社 - かつては若宮社と呼ばれていた。現在は摂社であるが、かつては本殿に準じるものとされていた。
  - 本殿（重要文化財） - 祭神：天押雲根命。比売神の御子神である。文久3年（1863年）再建。春日若宮おん祭で有名である。
  - 拝舎（重要文化財） - 文久3年（1863年）再建。
  - 神楽殿（重要文化財） - 慶長10年（1605年）再建。北3間は細殿、中の1間は御廊、南6間は神楽殿となっている。
  - 手水屋（重要文化財） - 寛永9年 - 10年（1632年 - 1633年）再建。大きな建物で現在は社務所となっている。また、内部には夫婦大国社が祀られている。
- 本宮神社 - 祭神：武甕槌命、経津主命、天児屋根命。式内社。御蓋山の山頂にある最初に武甕槌命が祀られていた場所に建っている。
- 榎本神社 - 祭神：猿田彦大神。式内社。祭神は当地の地主神であり、元々この地で祀られていた神であるとされる。中世までは祭神は巨勢姫明神とされていた。
- 水谷神社 - 祭神：素戔嗚命、大己貴命、奇稲田姫命。かつては牛頭天王として祀られていた。本殿の下には磐座が残されている。
- 紀伊神社 - かつては木宮社と呼ばれていた。また、奥の院とも呼ばれていた。
  - 本殿 - 祭神：五十猛命、大屋津姫命、抓津姫命。
  - 拝殿

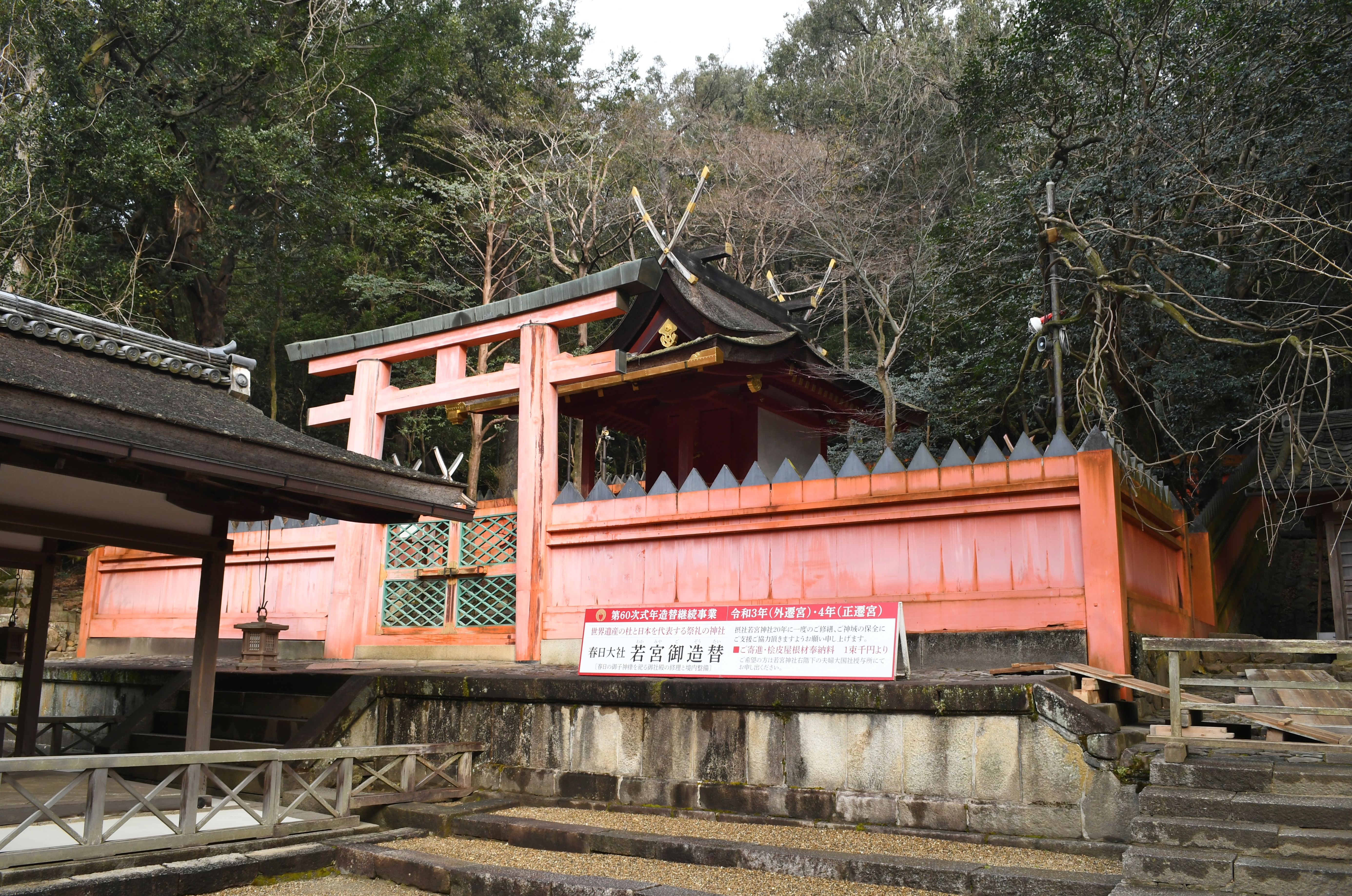
若宮神社本殿（重要文化財）
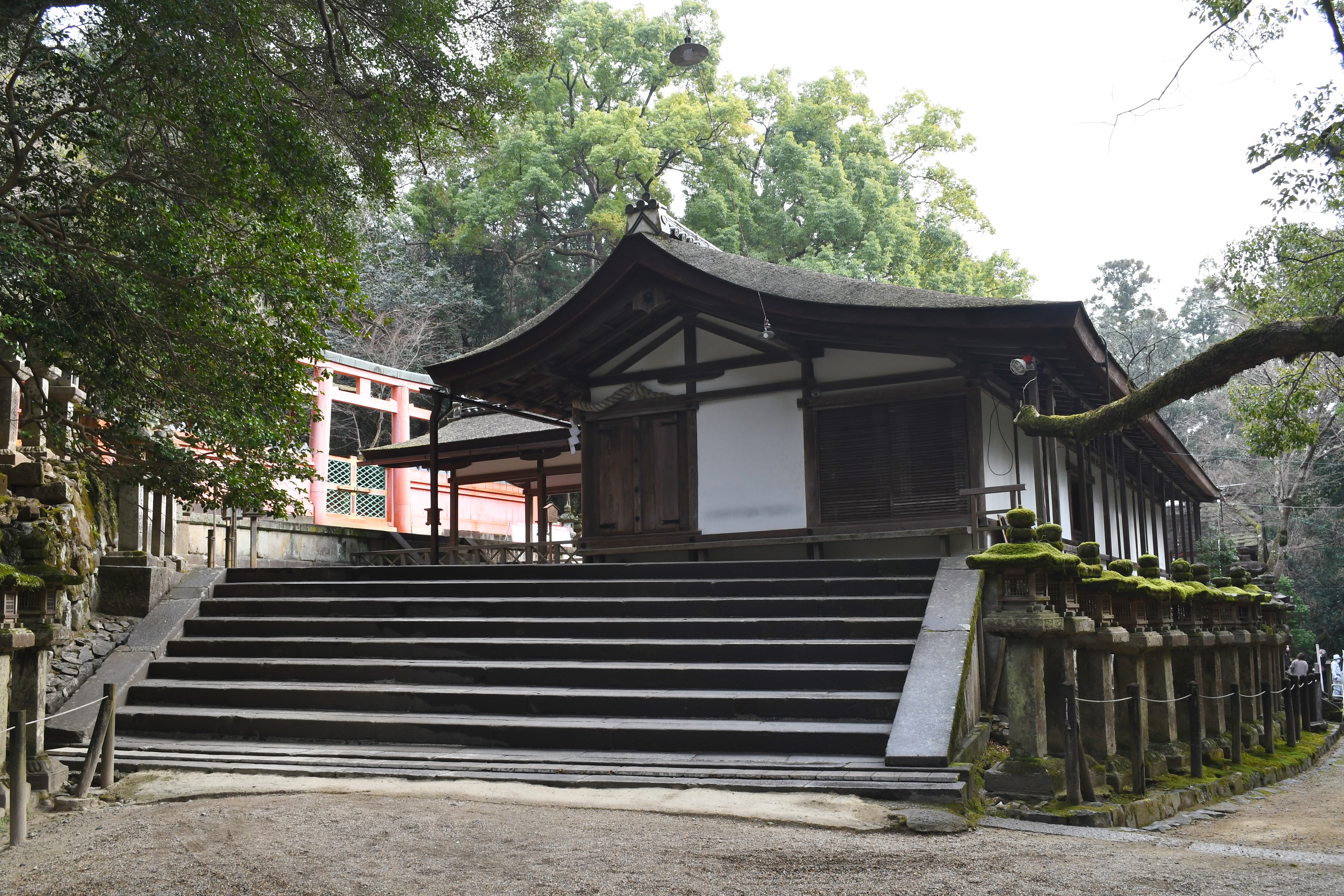
若宮神社拝殿（重要文化財）
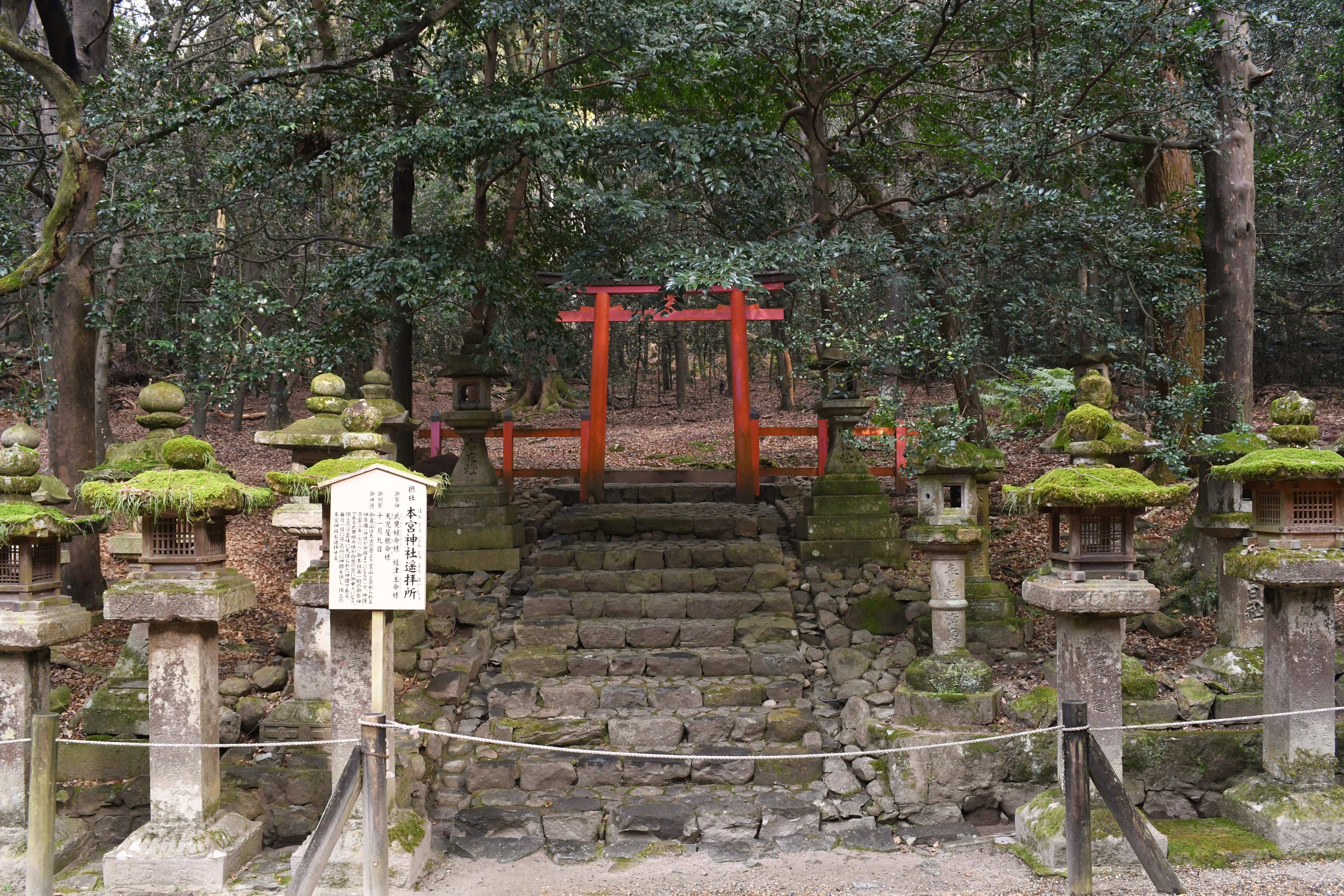
本宮神社遥拝所
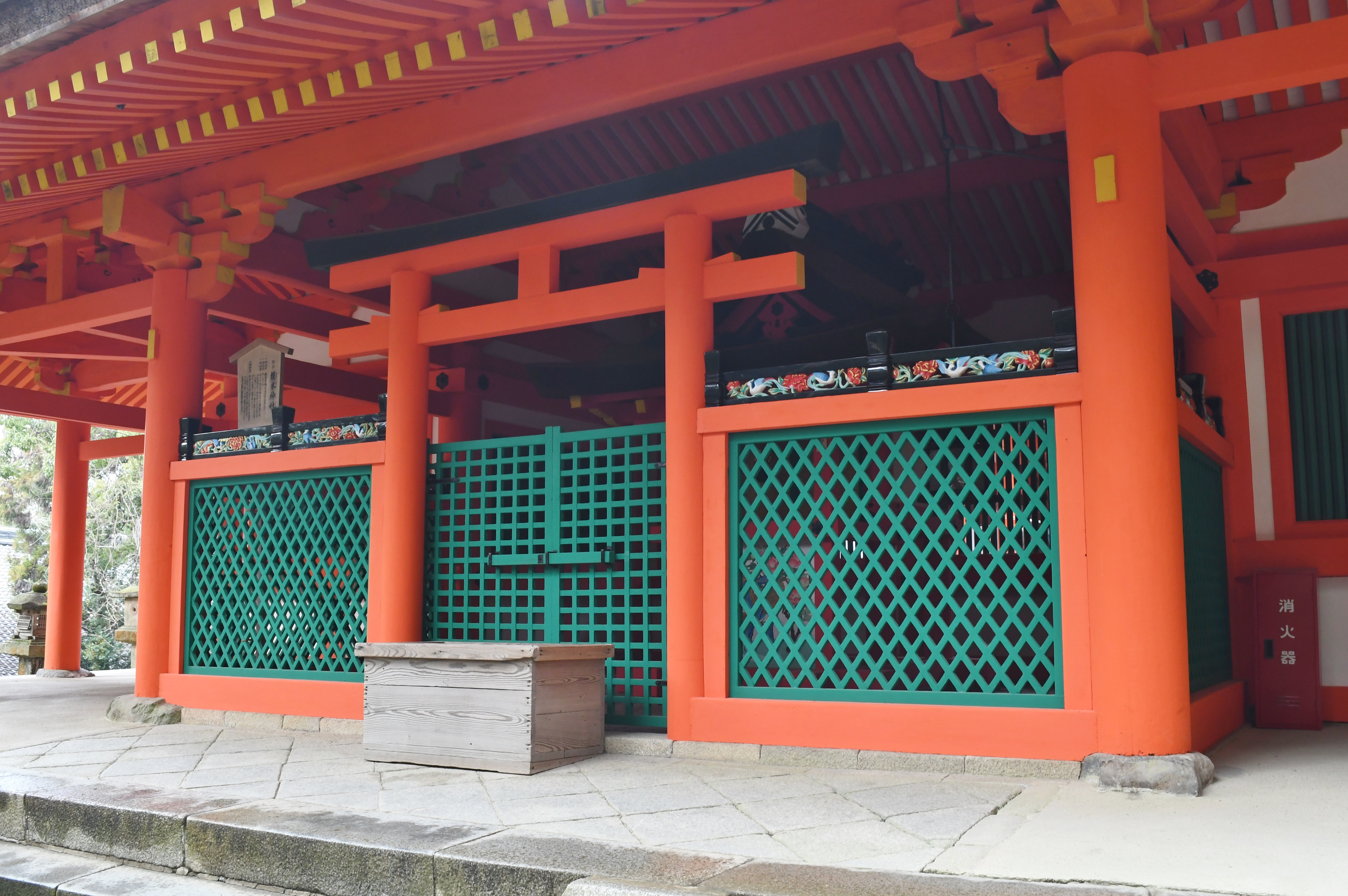
榎本神社
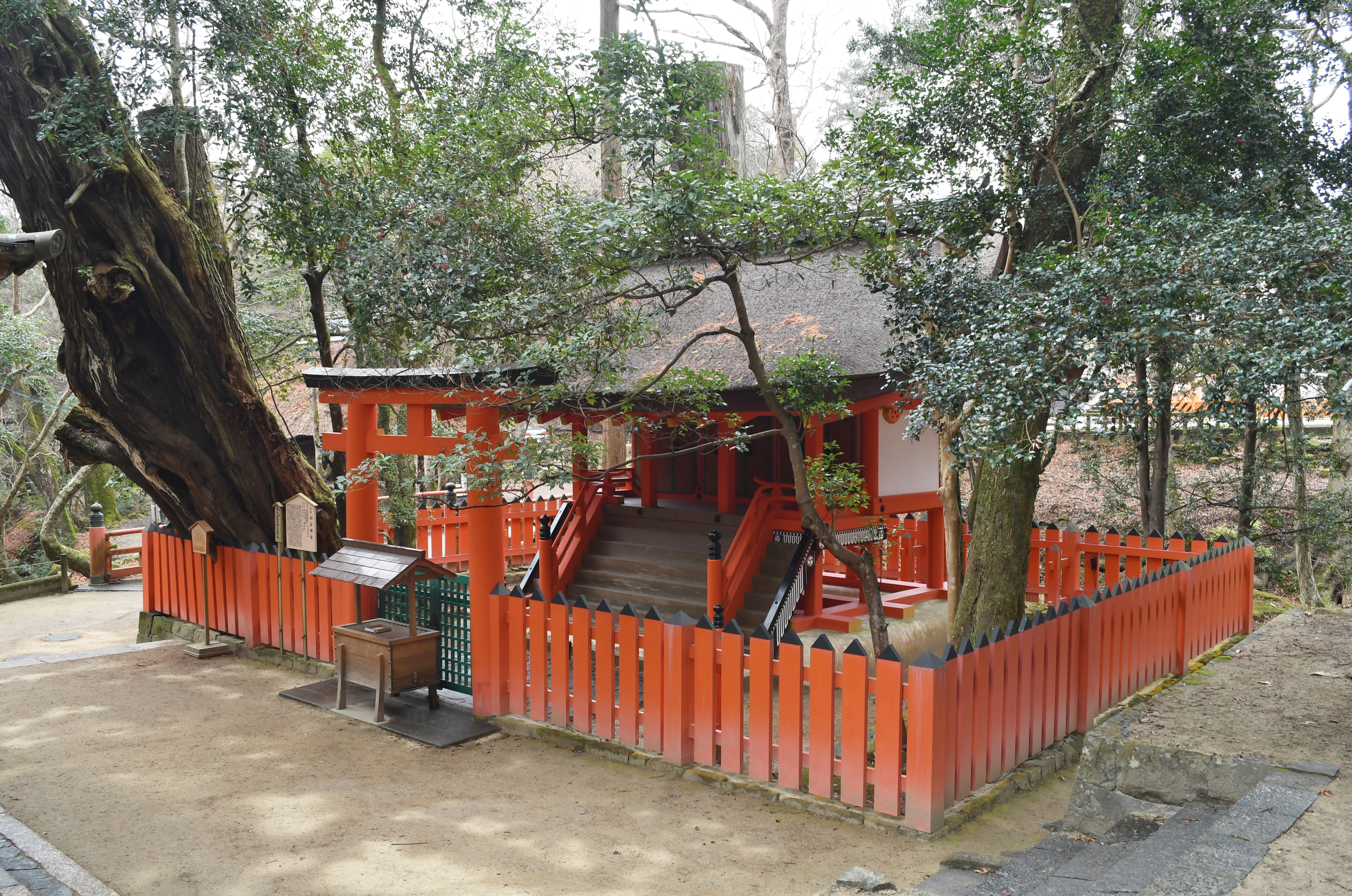
水谷神社
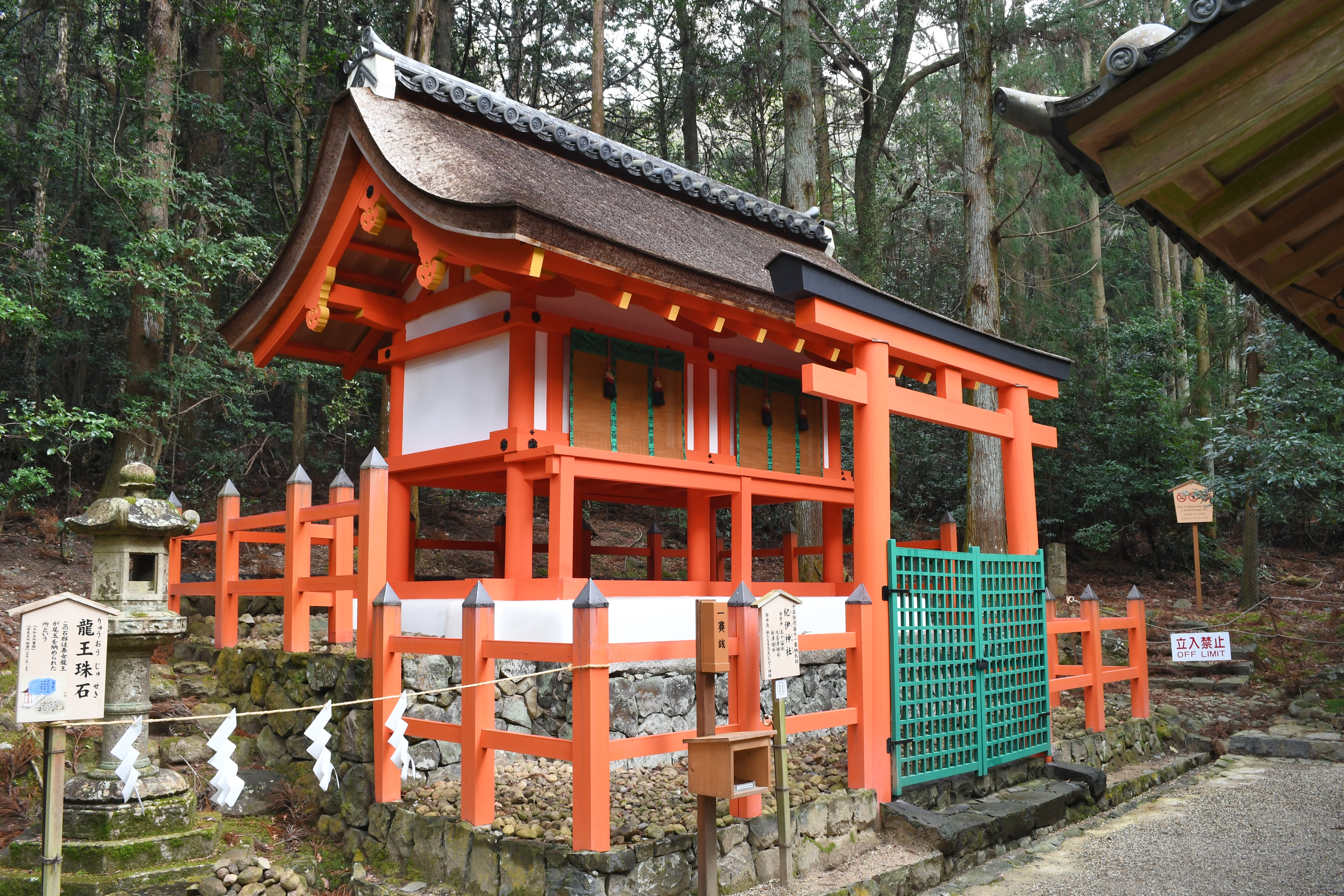
紀伊神社

### 末社
- 手力雄神社 - 祭神：天手力雄神
- 飛来天神社 - 祭神：天御中主神
- 八雷神社（八龍神社） - 祭神：大雷神外七雷神
- 栗柄神社 - 祭神：火酢芹命
- 海本神社 - 祭神：大物主神
- 杉本神社 - 祭神：大山咋神
- 佐軍神社 - 祭神：布津之霊
- 青榊神社 - 祭神：青和幣
- 辛榊神社 - 祭神：白和幣
- 穴栗神社 - 祭神：穴次神
- 井栗神社 - 祭神：高御産霊神
- 岩本神社 - 祭神：表筒男命、中筒男命、底筒男命。かつては住吉社と呼ばれていた。明治時代初期になって、別に末社・住吉神社があるので混同を避ける為に名称を変更した。
- 多賀神社 - 祭神：伊弉諾命。重源上人が東大寺大仏殿を再建する際に長寿を祈願したという。
- 椿本神社 - 祭神：角振神。祭神は別名「隼の明神」とも呼ばれる。
- 風宮神社 - 祭神：級長津彦神、級長津姫神
- 通合神社 - 祭神：中臣祐房朝臣。若宮神社の北にある。
- 手力雄神社 - 祭神：天手力雄神。若宮神社の南にある。
- 三輪神社（一童神社） - 祭神：少彦名命
- 兵主神社 - 祭神：大己貴命
- 南宮神社 - 祭神：金山彦神
- 広瀬神社 - 祭神：倉稲魂神
- 葛城神社（掛橋神社） - 祭神：一言主神
- 三十八所神社 - 祭神：伊弉諾命、伊弉冊命、神日本磐余彦命。かつては若宮神社の中社（摂社）であった。
- 佐良気神社 - 祭神：蛭子神
- 夫婦大国社（大国神社） - 祭神：大国主命、須瀬理姫命。日本で唯一の大国主夫妻を祀っている社。若宮神社手水屋の中にある。
- 金龍神社 - 祭神：金龍大神。後醍醐天皇ゆかりの神社であり、「禁裡殿」とも呼ばれる。
- 宗像神社 - 祭神：市杵島姫命。神仏分離までは弁才天社と呼ばれていた。空海が天河弁財天を勧請したものという。
- 住吉神社 - 祭神：表筒男命、中筒男命、底筒男命
- 市ノ井恵毘須神社 - 祭神：事代主命
- 船戸神社 - 祭神：衝立船戸神
- 総宮神社 - 祭神：伊勢神、春日神、八幡大神。もとは興福寺五重塔の鎮守社として神亀3年（726年）に五重塔のそばに創建されたが、1875年（明治8年）に現在地に移築。この場所には興福寺の安居屋があった。
- 一言主神社 - 祭神：一言主神。もとは興福寺南円堂の鎮守社として平安時代初期に南円堂のそばに創建されたが、1875年（明治8年）に現在地に移築。
- 龍王社 - 祭神：龍王大神。2018年（平成30年）に約140年ぶりに再興された。
- 壷神神社 - 祭神：酒弥豆男神、酒弥豆売神
- 祓戸神社 - 祭神：瀬織津姫神。二之鳥居の横にある。参拝者はここでまず身を清めてから参拝するのが習わしとなっている。『南安曇郡誌』の記述などから、本殿第四殿に祀られている比売神とは、もともとは瀬織津姫のことであったとする説もある。江戸時代までは摂社であった。
- 竃殿神社 - 祭神：興津彦神、興津姫神。竃殿に祀られている。
- 酒殿神社 - 祭神：酒弥豆男神、酒弥豆売神。酒殿に祀られている。
- 愛宕神社 - 祭神：火産霊神。もとは興福寺の子院・四恩院で祀られていたもの。
- 聖明神社 - 祭神：聖明神。もとは興福寺の子院・四恩院で祀られていたもの。
- 浮雲神社 - 祭神：天児屋根命。もとは興福寺の子院・四恩院で祀られていたもので、四恩院の木造十三重塔の鎮守社であった。そばにある柵の向こう側は奈良春日野国際フォーラム 甍〜I・RA・KA〜の敷地となっているが、ここに四恩院があった。現在も甍庭園の南には十三重塔跡の礎石が残る。祭神は本宮神社の祭神と同体であるという。
- 天神社 - 祭神：天常立尊。もとは興福寺の子院・四恩院で祀られていたもの。かつての北野社の祭神を勧請したものという。
- 拍子神社 - 祭神：拍子神。創建は永保元年（1081年）。

### 境外末社
- 鳴雷神社 - 祭神：天水分神。式内社。春日山にある。そばにはどんな渇水時でも水が枯れないという龍王池がある。
- 神野神社 - 祭神：甕速日神、火速日神、崇道盡敬皇帝。春日山にある。
- 上水谷神社 - 祭神：春日四座、若宮、水谷神、猿田彦神、祓戸神。春日山にある。
- 大神神社 - 祭神：大物主神。春日山にある。
- 高山神社 - 祭神：春日四座、若宮、祓戸神、水谷神。春日山にある。
- 赤乳神社 - 祭神：稚日咩神
- 白乳神社 - 祭神：志那斗弁神
- 手力雄神社 - 祭神：天手力雄神。もとは興福寺三重塔の鎮守社だと思われる。
- 采女神社 - 祭神：采女命。猿沢池の横にある。
- 野上神社 - 祭神：草野姫命
- 石荒神社 - 祭神：火産霊神
- 南市恵毘須神社 - 祭神：事代主命
- 高天市恵毘須神社 - 祭神：事代主命
- 初宮神社 - 祭神：宮中八神殿、伊勢神、春日神、住吉神。平城宮にあった神祇官八神殿の後身で、藤原道長によって再興された。
- 大福稲荷神社 - 祭神：大福稲荷大神 - 1948年（昭和23年）に餅飯殿町にある大宿所の横に移築。

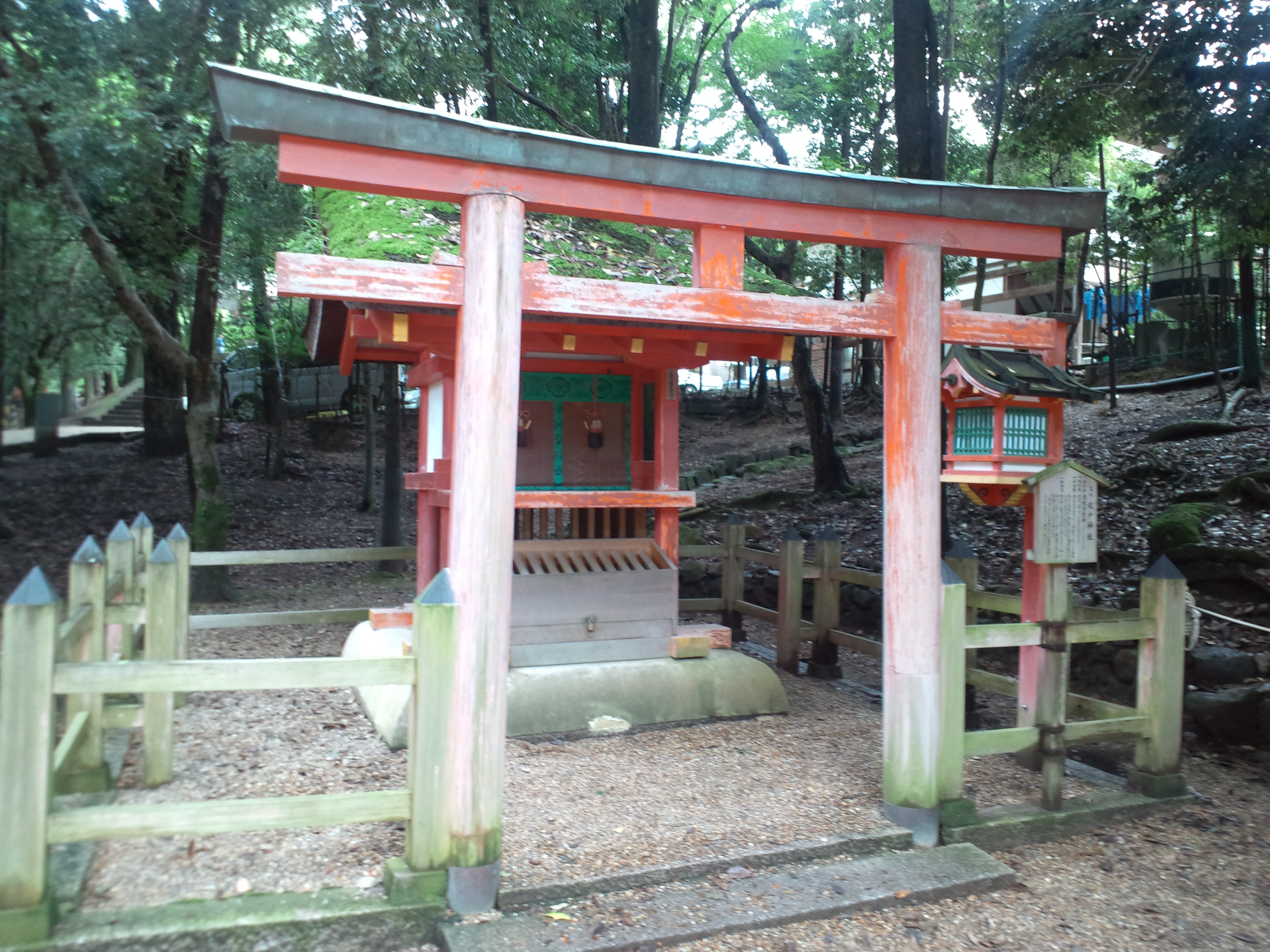
祓戸神社
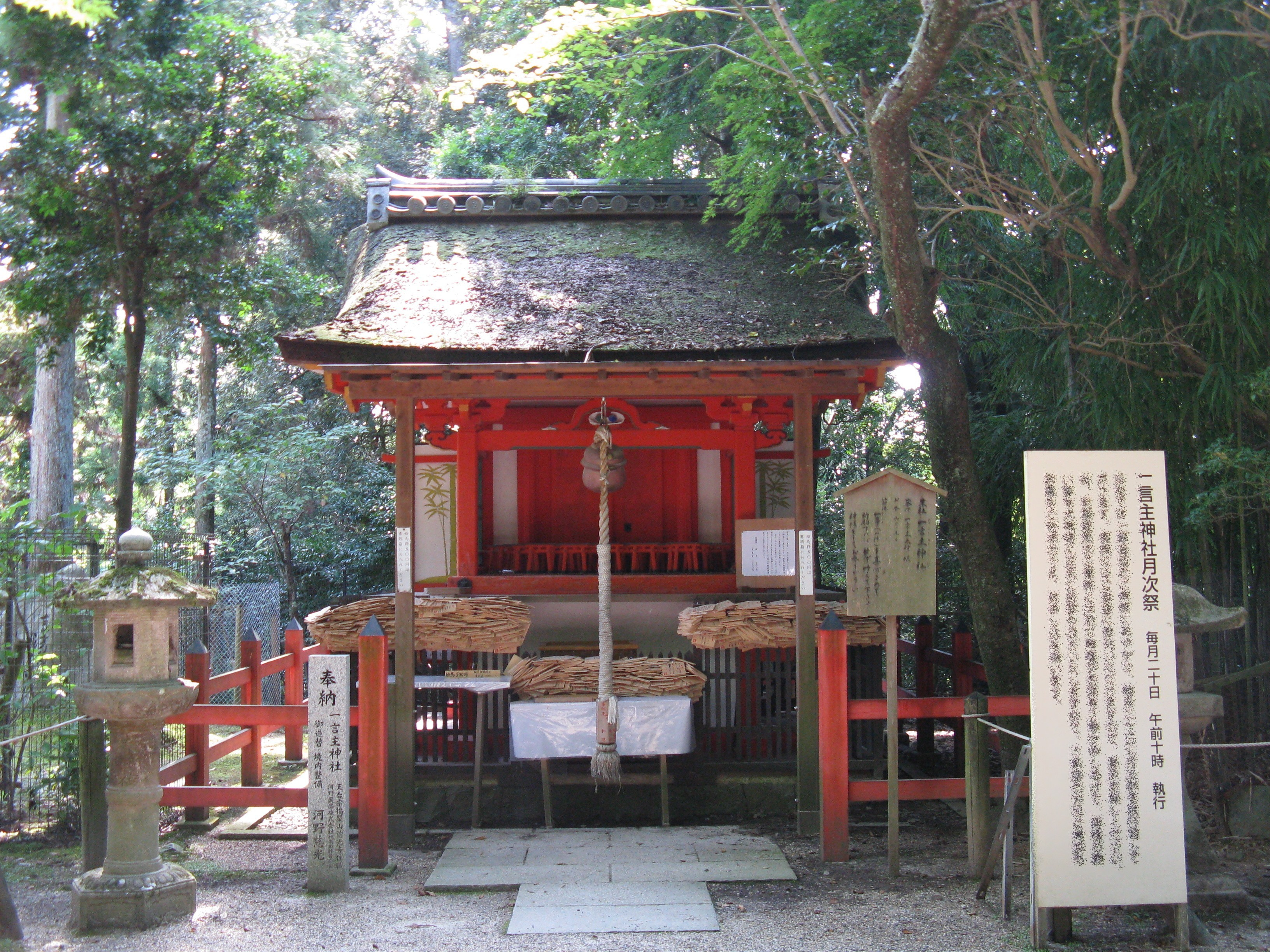
一言主神社
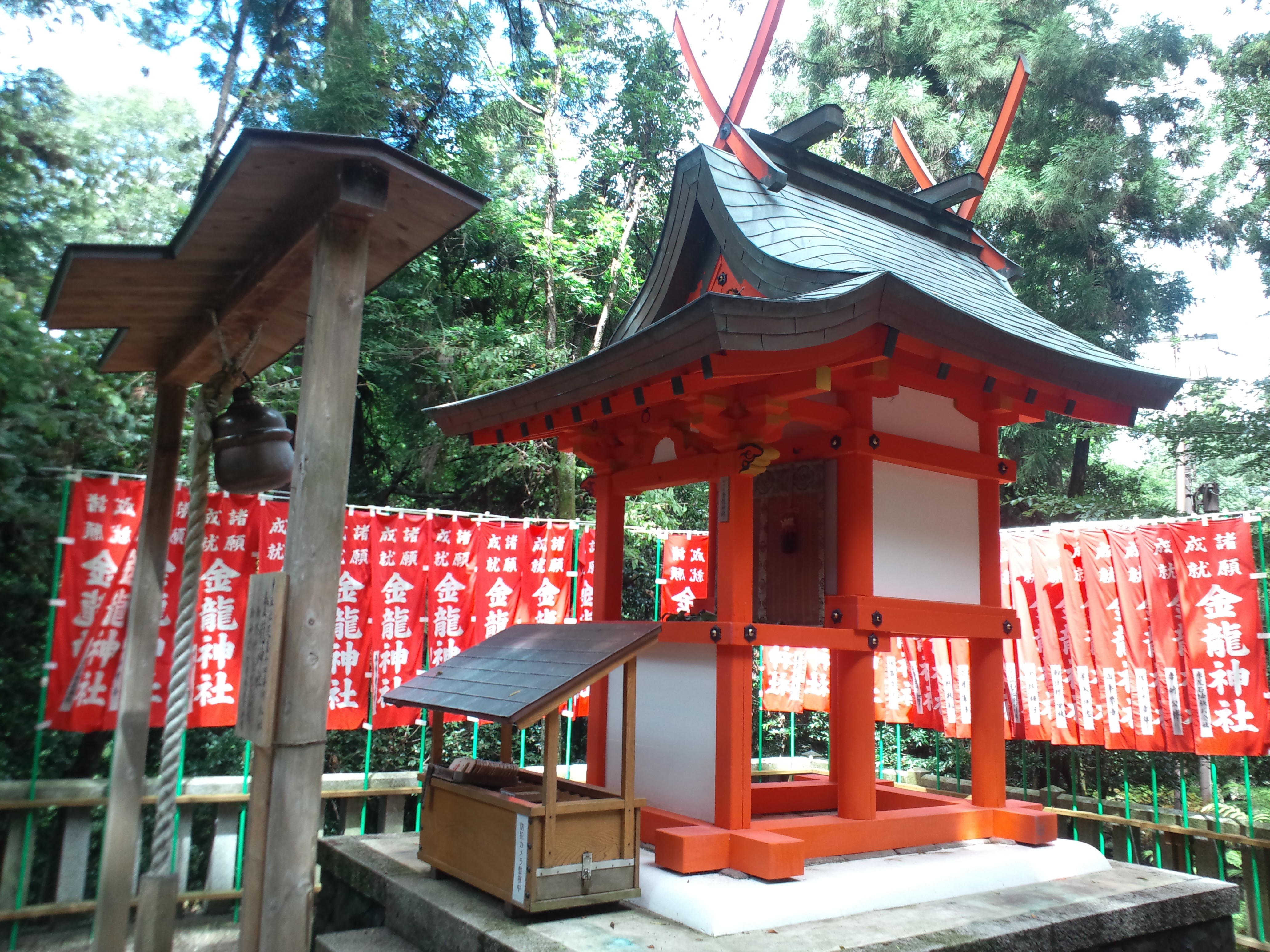
金龍神社

## 祭事
- 毎月1日・1１日・21日 旬祭
- 1月
  - 3日 神楽始式
  - 7日 御祈祷始式
  - 10日 舞楽始式
- 2月
  - 節分の日 節分万燈籠
- 3月
  - 13日 春日祭（例祭）
  - 15日 御田植祭（御田植神事）
- 4月
  - 3日 ひと雛まつり
  - 5日 水谷神社鎮花祭
- 5月
  - 5日 菖蒲祭（端午の節供祭）
  - 10日 献茶祭
  - 11日-12日 薪御能
- 6月
  - 30日 夏越大祓式
- 8月
  - 14日-15日 中元万燈籠
- 9月
  - 中秋の名月の日・旧暦8月15日 采女祭
- 10月
  - 9日 重陽節供祭・献香祭
- 11月
  - 3日 文化の日舞楽演奏会
- 12月
  - 15日-18日 春日若宮おん祭
  - 31日 年越大祓式

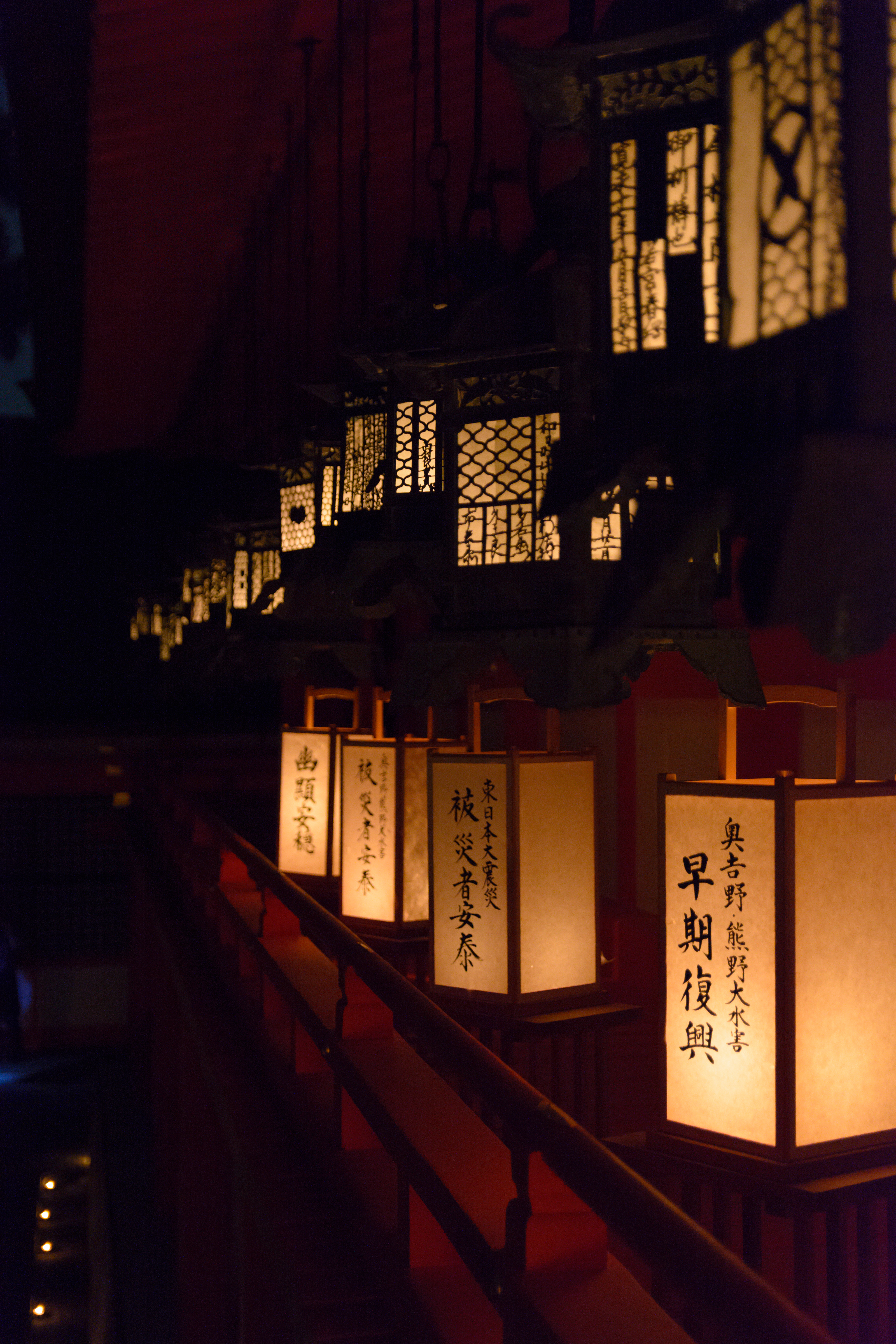
節分万燈籠 御廊

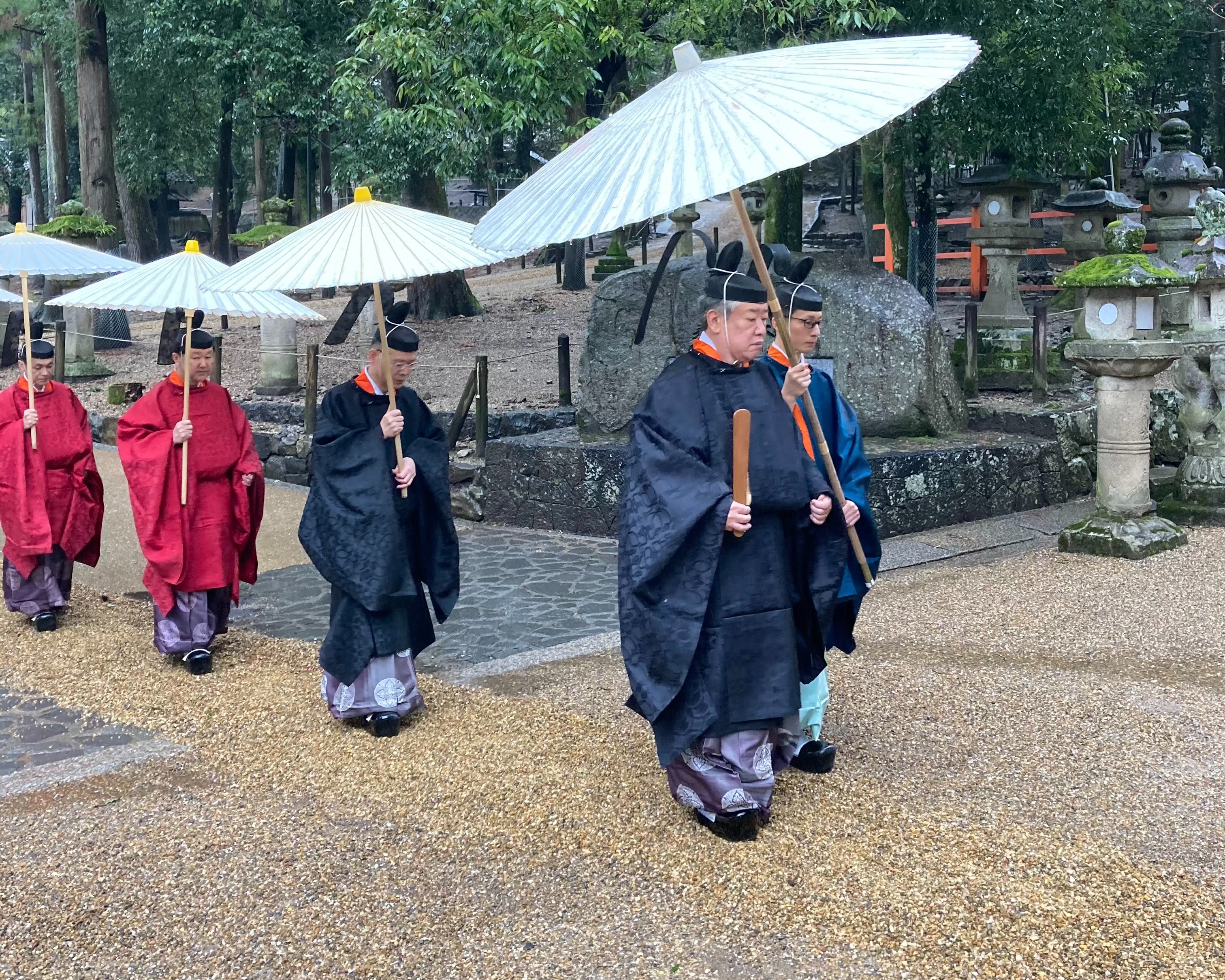
春日祭 御戸開之儀

- 20年に一度 式年造替（第60次式年造替は2015年 - 2016年）

## 文化財
春日大社は平安時代に奉納された貴重な刀剣・甲冑・美術工芸品などの国宝、重要文化財を含んだ多数の文化財を所蔵することから「平安の正倉院」と呼称されている。これらの文化財の一部は2016年10月に新装開館した「春日大社国宝殿」（旧称春日大社宝物殿）で鑑賞することができる。
2016年（平成28年）度から、1939年（昭和14年）に宝庫の天井裏から発見された12振りの太刀を順次研ぎ直し始めた結果、複数の太刀が国宝・重文級の貴重な文化財であることが判明しており、研ぎ直された貴重な太刀は報道発表に続いて国宝殿で順次公開されている。2016年12月には、延寿国吉作の1振りと北条時村が奉納したとみられる平安末から鎌倉初期の無銘の「古備前物」2振りが報道陣に公開された。2018年（平成30年）1月には、4番目に研ぎ直された黒漆山金作太刀（くろうるしやまがねづくりたち）が報道陣に公開された。この太刀は1942年に重要美術品に認定されていたもので、研磨の結果、平安時代後期の「古伯耆」（こほうき、現在の鳥取県で製作された刀剣）とみられ、刀身に反りのある日本刀としては最古級の安綱作の可能性もあるという。

### 国宝
建造物
- 本社 本殿 4棟（附：透塀、内鳥居、瑞垣）

美術工芸品
- 金地螺鈿毛抜形太刀

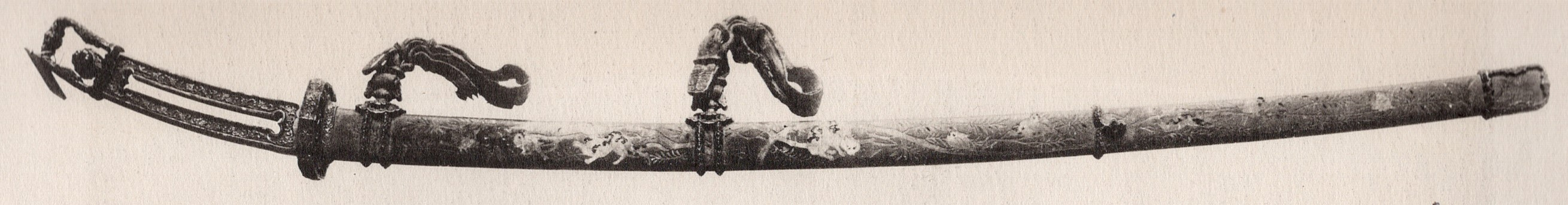
金地螺鈿毛抜形太刀

- 沃懸地（いかけじ）獅子文毛抜形太刀 中身無銘
- 沃懸地酢漿平文（いかけじかたばみひょうもん）兵庫鎖太刀 中身無銘
- 沃懸地酢漿紋兵庫鎖太刀 中身無銘
- 金装花押散兵庫鎖太刀 中身無銘
- 菱作打刀 中身無銘（附 杉箱）
- 赤糸威鎧 兜、大袖付（梅鶯金物）
- 赤糸威鎧 兜、大袖付（竹虎雀金物）
- 黒韋威矢筈札胴丸（くろかわおどしやはずざねどうまる） 兜、大袖付[12]）
- 黒韋威胴丸 兜・大袖付[13]
- 籠手
- 本宮御料古神宝類（明細は後出）
- 若宮御料古神宝類（明細は後出）
- 鼉太鼓（だだいこ）一対[14][15][16]

### 重要文化財（国指定）
建造物
- 本社 23棟
  - 中門（附：稲垣）
  - 東御廊
  - 西及び北御廊
  - 捻廊
  - 幣殿
  - 直会殿
  - 移殿
  - 宝庫
  - 廻廊 5棟（南門東、南門慶賀門間、慶賀門清浄門間、清浄門内侍門間、内侍門北）
  - 南門
  - 慶賀門
  - 清浄門
  - 内侍門
  - 車舎
  - 着到殿
  - 竈殿
  - 酒殿
  - 板蔵
  - 一の鳥居
- 摂社若宮神社 4棟
  - 摂社若宮神社本殿（附：鳥居、瑞垣）
  - 摂社若宮神社拝舎
  - 摂社若宮神社細殿及び神楽殿
  - 摂社若宮神社手水屋
- 旧春日大社板倉（円窓）（奈良県所有、奈良公園内所在）

美術工芸品
- 木造舞楽面 5面（皇仁、新鳥蘇、地久、納曾利、崑崙八仙（ころばせ））
- 木造舞楽面 7面（納曾利、新鳥蘇3、散手、貴徳鯉口、採桑老）
- 亀甲蒔絵手箱
- 秋草蒔絵手箱
- 禽獣葡萄鏡 春日金竜社伝来
- 古神宝銅鏡（附 黒漆八稜形鏡箱）16面（素文鏡2面（寛弘八年銘）、藤花松喰鶴鏡3面（内1面一部欠損）、瑞花双鳳八稜鏡1面（一部欠損）、唐花鴛鴦八稜鏡1面、牡丹唐草尾長鳥八稜鏡8面（内3面一部欠損）、宝相華唐草八稜鏡残片1面）
- 竹虎双雀方鏡
- 藤花松喰鶴鏡
- 菊造短刀
- 梅花皮（かいらぎ）腰刀
- 柏木兎（かしわみみずく）短刀
- 太刀 銘備州長船住家助 永享八年二月日
- 錦包太刀 中身銘助行
- 金銅柏文兵庫鎖太刀 中身銘□次
- 三鈷柄籐巻剣
- 赤銅造太刀 友成作
- 鉄三十六間四方白（しほうじろ）星兜鉢及鎧金具（歌絵金物）[注釈 2][注釈 3]
- 鉄十八間二方白星兜鉢及鎧金具[17]
- 鉄二十八間四方白星兜鉢及鎧金具（牡丹金物）[18]
- 石燈籠（御間型燈籠）元亨三年銘
- 石燈籠（柚木燈籠）
- 楽所補任 2巻
- 楽書 5巻（高麗曲、輪台詠唱歌外楽記、舞楽古記、舞楽手記、楽記）
- 春日神社文書 40巻
- 大東家文書（324通）27巻、240通[19]
- 皇年代記[19]
- 春日大社神事日記（512通）6巻、506冊[15][20]

典拠：2000年（平成12年）までに指定の国宝・重要文化財の名称は、『国宝・重要文化財大全 別巻』（所有者別総合目録・名称総索引・統計資料）（毎日新聞社、2000）による。

### 国指定重要無形民俗文化財
- 春日若宮おん祭の神事芸能（保護団体：春日若宮おん祭保存会）

### 国の特別天然記念物
- 春日山原始林 - 管理団体は奈良県である。

### 国の天然記念物
- 春日神社境内ナギ樹林

### 国の史跡
- 春日大社境内

### 国選択無形民俗文化財
- 春日若宮おん祭の芸能（春日古楽保存会）

### 奈良県指定有形文化財
- 春日大社貴賓館（旧社務所）
- 紙本著色競馬図 六曲屏風 1双
- 絹本著色鹿島立神影図 1幅
- 瑠璃釣灯籠 1基

### 奈良市指定有形文化財
- 桂昌殿
- 四脚門 附：土塀2棟
- 絹本著色鹿島立神影図
- 春日権現験記台 6曲1隻
- 絵馬板 附：収納箱 5面
- 一刀彫白鹿 附：台座及び玉1個

### 奈良市指定有形民俗文化財
- 春日大宮若宮御祭礼図板木 附：木製収納箱
- 春日若宮御祭礼松下図板木

### 奈良市の天然記念物
- 春日大社境内のイチイガシ巨樹群 33株
- 春日大社境内のウドカズラ自生地 1か所
- 春日大社境内のナギ巨樹 1株

## 現地情報
所在地
- 奈良県奈良市春日野町160

## 交通アクセス
- 鉄道
  - 近鉄奈良線 近鉄奈良駅およびJR西日本関西本線・桜井線 奈良駅から奈良交通バスの「春日大社本殿」行きで終点「春日大社本殿」下車すぐ。
  - 奈良交通バス（市内循環外回り）で「春日大社表参道」下車、徒歩約10分。
  - 近鉄奈良駅から徒歩25分。JR奈良駅から三条通りを東へ徒歩35分。

## 周辺
- 奈良国立博物館
- 新薬師寺
- 奈良公園
- 志賀直哉旧居